# Campanulaceae
Campanulaceae Juss., 1789 è una famiglia di piante angiosperme eudicotiledoni molto numerosa con specie sparse in tutto il mondo, ma soprattutto nelle zone temperate (in Italia si contano una dozzina di generi per un totale di circa 70 specie), comprendente erbacee ma anche arbusti.

## Etimologia
Il nome della famiglia deriva da quello di un suo genere (Campanula) a sua volta derivato dalla forma a campana della maggior parte dei suoi fiori; in particolare il vocabolo deriva dal latino e significa: piccola campana. Fu il botanico francese Antoine-Laurent de Jussieu (1748-1836) che per primo usò tale nome nella prima classificazione naturale delle piante fiorite, un lavoro ancor oggi alla base di diverse classificazioni: Genera plantarum (1789).

## Descrizione

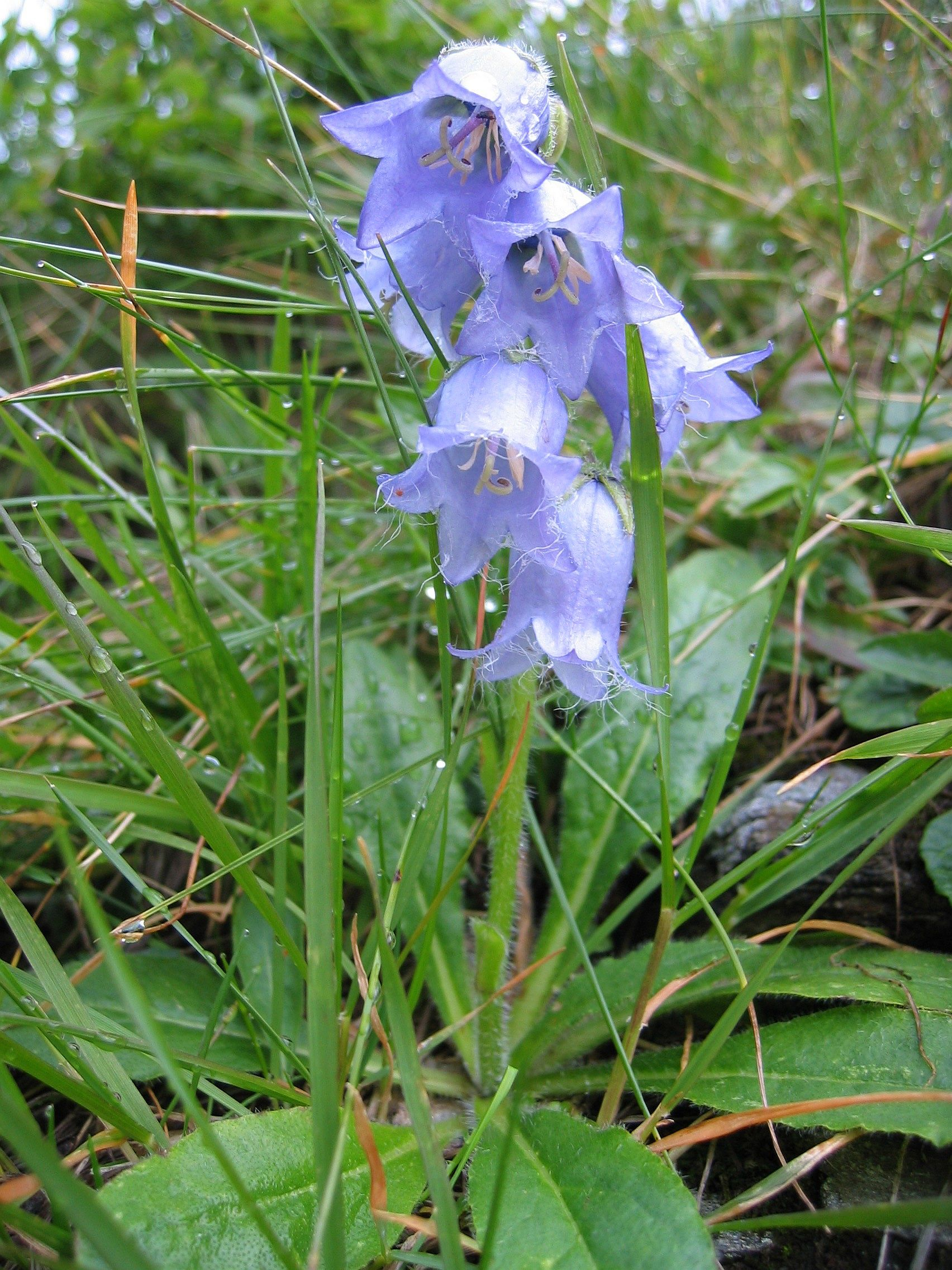
Il portamento
Campanula barbata

Questa famiglia è formata da piante erbacee aromatiche, annue, bienni o perenni, raramente anche arbusti (come le specie del genere Clermontia – native delle Hawaii), e altre ancora sono alberi alti 15 metri. Sono presenti anche specie lianose o pachicauli. Le Campanulaceae sono normalmente piante terrestri, raramente sono anche acquatiche o epifite. Quasi sempre sono provviste di sacche lattiginose, ma anche di tubi laticiferi (vasi sottili, ramificati e anastomizzati) contenenti sostanze inuliniche e anche di cistoliti (vesciche silicizzate) sui peli.

### Radici
La radici possono essere dei fittoni, o dei tuberi con forme globose, oppure sono presenti delle radici secondarie da rizoma.

### Fusto
Il portamento tipico del fusto è quello eretto, ma sono presenti anche portamenti a tappeto, rampicanti o cespugliosi. I fusti possono essere semplici o ampiamente ramificati.

### Foglie

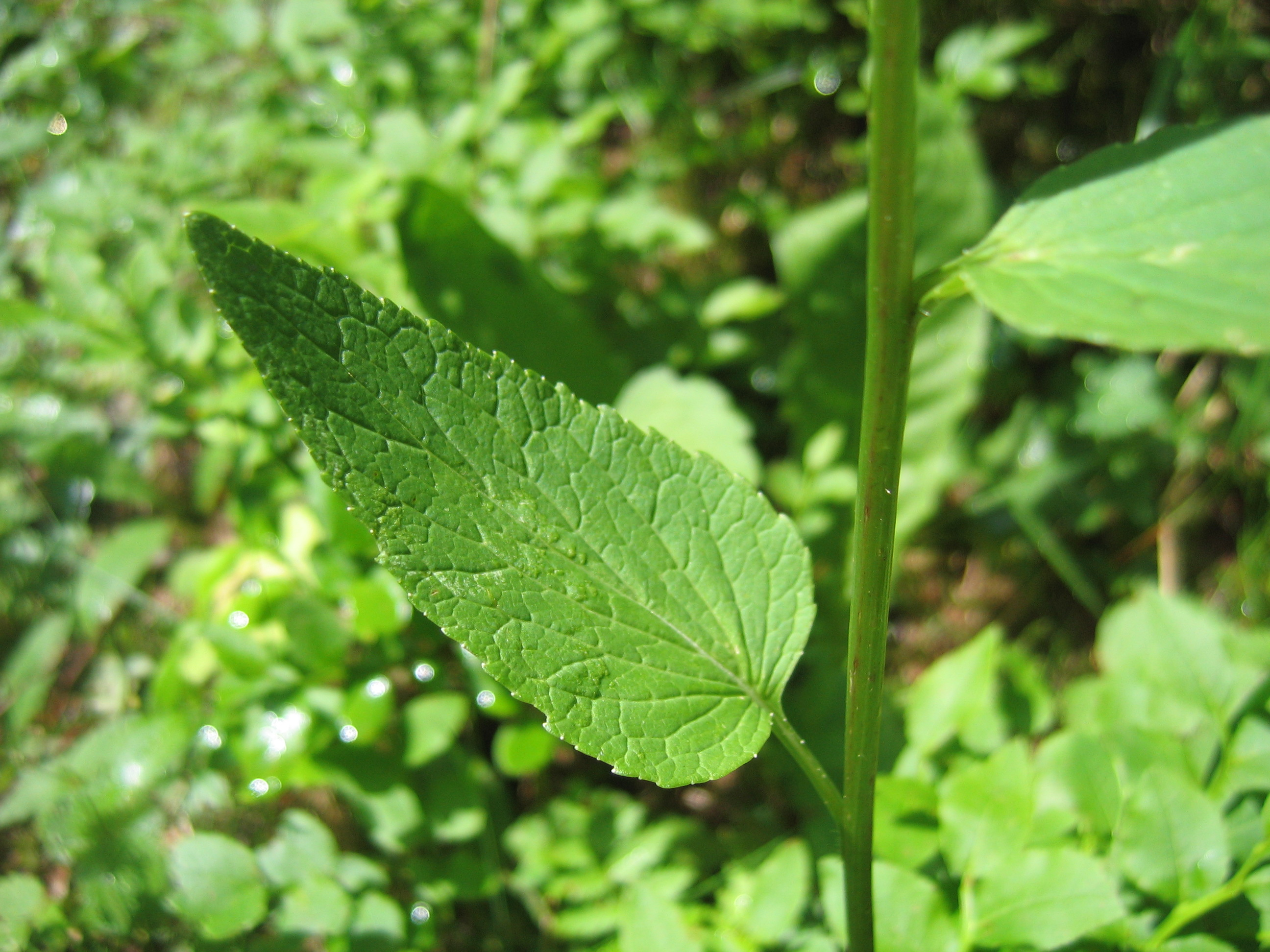
Le foglie
Phyteuma spicatum

Le foglie sono disposte a spirale in modo alterno (oppure raramente opposto). Alla base della foglia non sono presenti stipole. Le foglie basali possono essere differenti dalle foglie cauline e queste ultime spesso sono sessili o amplessicauli.  Altre volte in prossimità dell'infiorescenza si trasformano in brattee. La lamina fogliare è quasi sempre intera (non lobata) e a forma largamente lanceolata. Il margine fogliare può essere facilmente dentato. Le foglie inoltre sono leggermente lattescenti.

### Infiorescenza

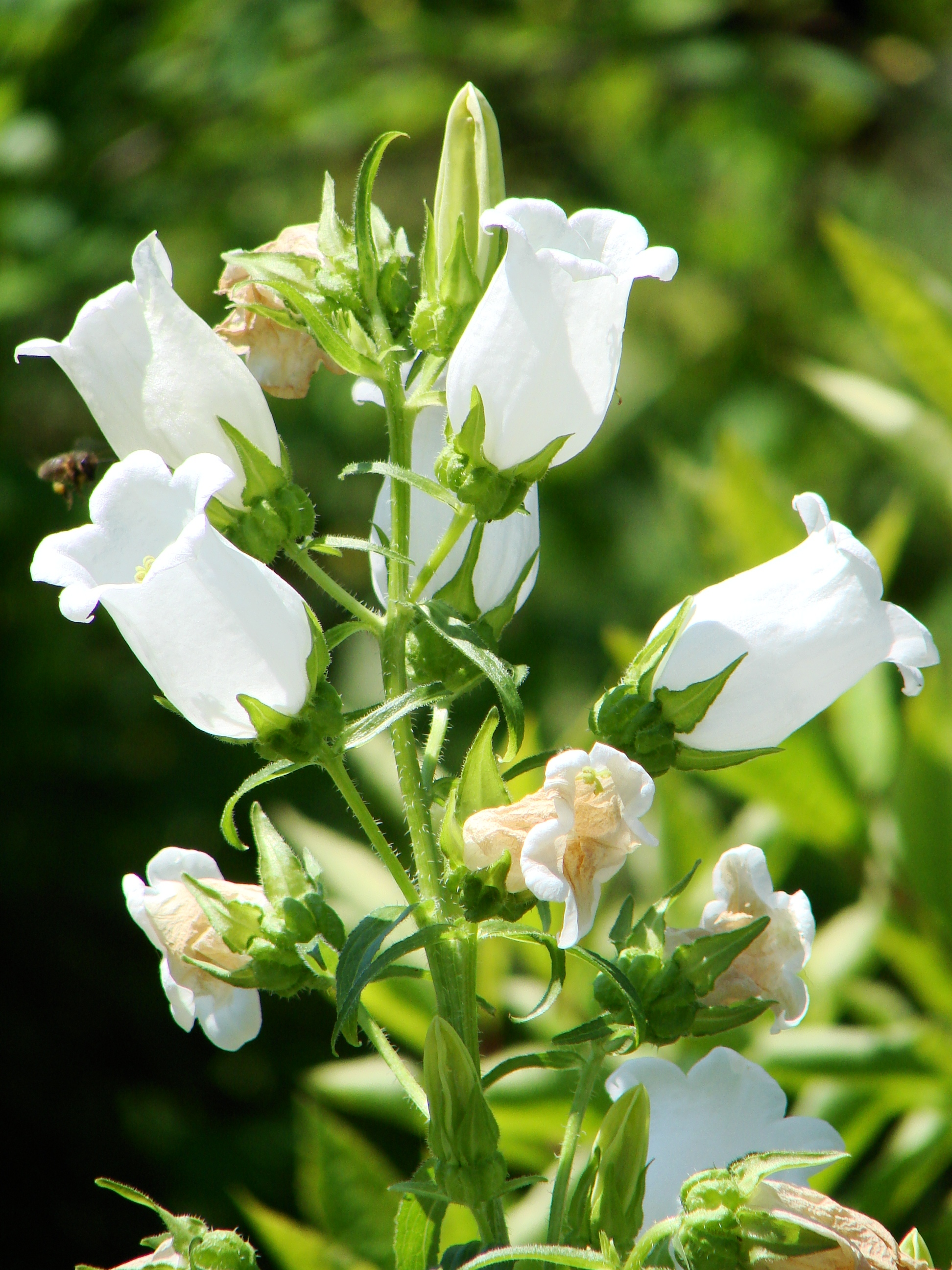
Infiorescenza
Campanula medium

L'infiorescenza è varia: può essere formata da un singolo fiore, come da un racemo o una pannocchia o un corimbo. I fiori sono sessili o peduncolati. A volte si presentano in capolini con o senza brattee. I fiori spesso sono terminali, ma possono anche essere posizionati all'ascella di brattee.

### Fiori

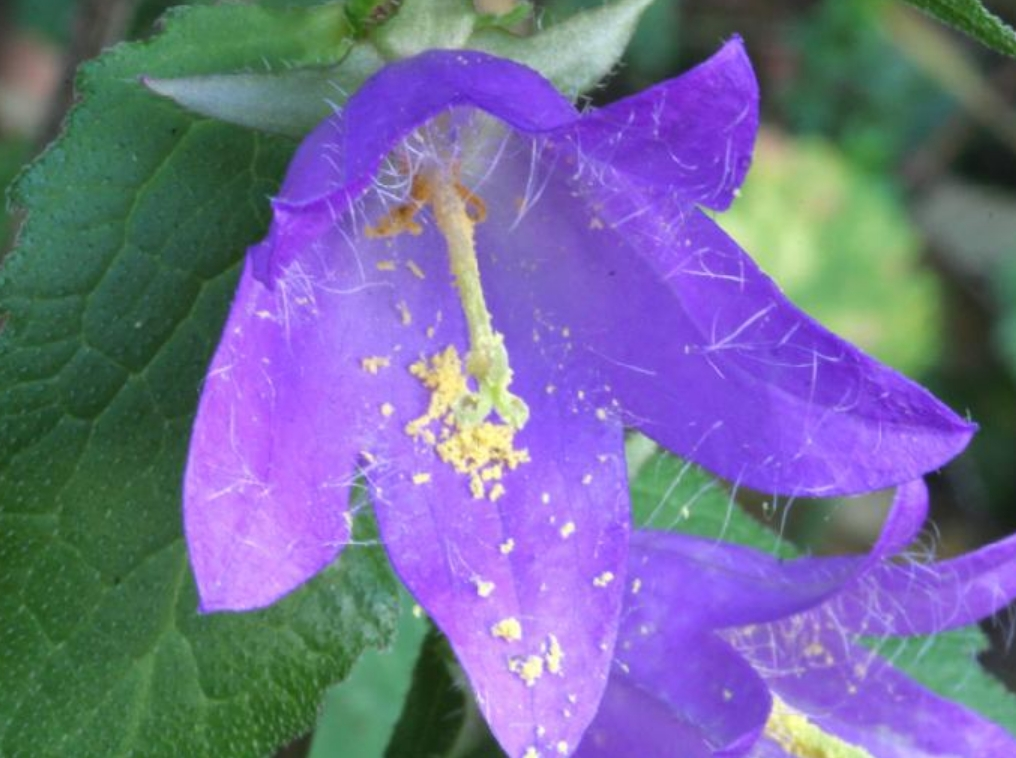
Il fiore
Campanula trachelium

I fiori sono vistosi e sono ermafroditi (raramente solo femminili o solo maschili in piante dioiche o ginodioiche), e normalmente sono attinomorfi, ma qualche volta anche zigomorfi, sono inoltre pentameri (a parte qualche caso con divisioni differenti soprattutto per le specie extraeuropee) e tetraciclici (il fiore possiede 4 verticilli: calice – corolla – androceo – gineceo). Sono presenti, ma raramente, fiori resupinati.

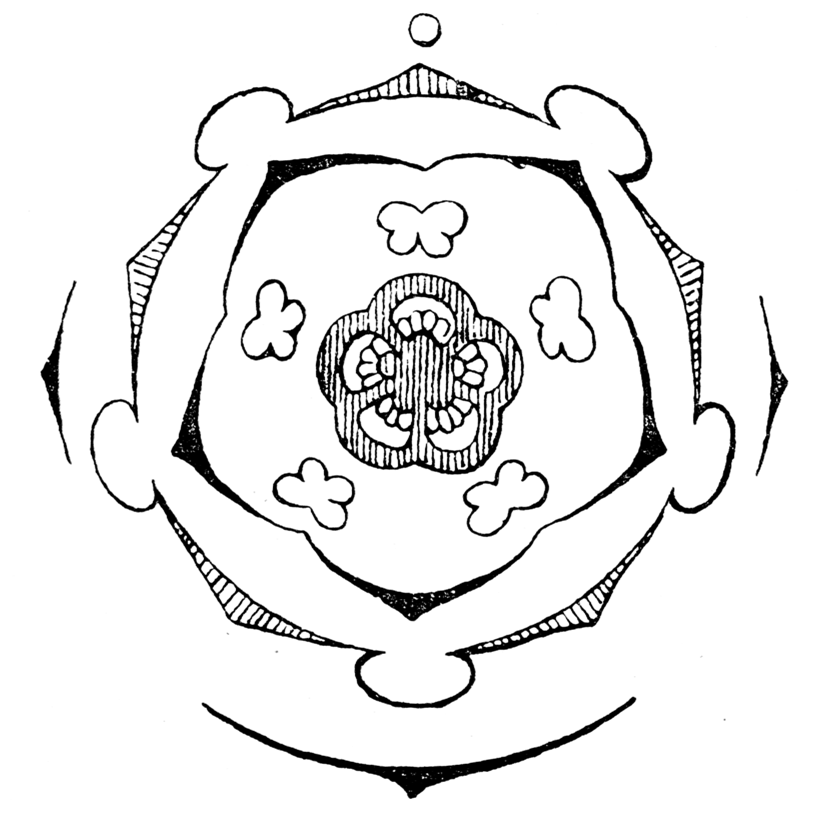
Diagramma fiorale delle specie più significative

- Formula fiorale: K (5), C (5), A (5), G (2-5), infero, capsula
- Calice: il tubo calicino è facilmente saldato all'ovario (ma non sempre); i denti del calice sono 5 (raramente da 3 a 10) e possono essere appressati alla corolla oppure eretti o anche patenti. In alcune specie tra un dente e l'altro sono inserite delle appendici riflesse.
- Corolla: la corolla normalmente è campanulata in modo regolare, ma può essere bilabiata, in questo caso la corolla ha una simmetria bilaterale con un singolo (o 2) lobo dorsale con una appendice apicale a forma di cappuccio e altri 4 (o 3) lobi ventrali). A volte la corolla ha la forma di un tubo, in questo caso si apre lungo la parte superiore. La corolla è gamopetala, ossia i petali (normalmente sono 5 ma possono variare da 4 a 10) raramente sono liberi altrimenti sono quasi sempre saldati fra di loro; in tutti i casi la parte finale della corolla è lobata. I colori prevalenti sono il blu e il violetto, ma anche il bianco.
- Androceo: il numero degli stami è 5 (e in tutti i casi sono uguali al numero dei petali) e disposti in modo alterno alla corolla (in alcuni casi sono 2 opposti a 3); possono essere inseriti alla base della corolla oppure su un disco (corpo carnoso ricettacolare dell'ovario) oppure raramente sono epipetali (ossia adanati e inseriti nella corolla[8]); le antere sono normalmente libere, mentre i filamenti staminali sono liberi o connati (ossia saldati alla corolla alla base). La deiscenza delle antere normalmente è longitudinale. Il polline ha una forma sferoide ed è tricolpato.
- Gineceo: i carpelli sono 5 (raramente 2) e formano un ovario che normalmente è infero (raramente supero) e contiene da 2 a 10 loculi; gli ovuli contenuti nei loculi sono a "placentazione assile", ossia la disposizione della placenta (parte del carpello dove sono disposti gli ovuli) è disposta centralmente, sull'asse longitudinale dell'ovario e attraversa diametralmente il pericarpo dalla base alla sommità); in alcuni casi la placentazione è apicale, basale o parietale con un solo loculo. Lo stilo è unico mentre gli stimmi possono essere 2 (stilo bifido) o 3 (stilo trilobo); alla base dello stilo può essere presente un anello nettario. Lo stilo possiede dei peli (a spazzola) per raccogliere il polline e in genere è sporgente al di fiori del tubo delle antere.

### Frutti
Il frutto è una capsula pluriloculare, a diverse modalità di deiscenza mediante pori laterali (capsula poricida). In alcuni casi la deiscenza avviene per fessure. I semi contengono un albume (tessuto di riserva = endosperma) carnoso, mentre l'embrione è considerato “dritto”; la forma dei semi può essere subglobosa, con forme alate e superfici lisce. In alcuni casi si ha una bacca (frutto polposo indeiscente).  Spesso i denti calicini contornano il frutto in quanto permangono (sono persistenti) alla fioritura.

## Riproduzione
- Impollinazione: l'impollinazione avviene tramite insetti (impollinazione entomogama con api e farfalle anche notturne). In queste piante è presente un particolare meccanismo a "pistone": le antere formano un tubo nel quale viene rilasciato il polline raccolto successivamente dai peli dallo stilo che nel frattempo si accresce e porta il polline verso l'esterno.[6]
- Riproduzione: la fecondazione avviene fondamentalmente tramite l'impollinazione dei fiori (vedi sopra).
- Dispersione: i semi cadendo a terra (dopo essere stati trasportati per alcuni metri dal vento, essendo molto minuti e leggeri – disseminazione anemocora) sono successivamente dispersi soprattutto da insetti tipo formiche (disseminazione mirmecoria).

## Distribuzione e habitat
Le specie della famiglia Campanulacea sono distribuite soprattutto nelle regioni temperate con particolare preferenza per le zone montane alpine, si trovano comunque anche a quote più basse ma con latitudini più alte. Fuori dal continente europeo si rinvengono facilmente, oltre alle zone subtropicali, sulle catene dell'Himalaya e delle Ande. I loro habitat preferito quindi è quello dei climi freschi se non freddi. Non sono presenti nell'Antartide, nel Sahara e nel nord della Groenlandia. Sul territorio italiano le Campanulaceae si trovano soprattutto nelle Prealpi, Alpi, Appennini e nella Valle Padana. In Europa abbondano sui Pirenei, nella Francia montagnosa, sulle montagne della Grecia e dei Balcani e nel Caucaso. Le forme arbustive, ma anche arboree, sono circoscritte quasi unicamente alle isole Hawaii.

## Tassonomia
La famiglia è relativamente numerosa con 89 generi (sul territorio italiano si contano una dozzina di generi per un totale di circa 100 specie). La sistematizzazione dal punto di vista tassonomico della famiglia delle Campanulaceae, specialmente nel secolo scorso, ha subito più di qualche modifica. Qui di seguito è data una breve descrizione di queste revisioni.

### Panorama storico
Inizialmente il botanico austriaco Richard von Wettstein (1863-1931) nel suo Handbuch der Systematischen Botanik (Botanica sistematica) del 1911, uno dei primi esempi di un sistema di classificazione filogenetica delle piante, assegnò la famiglia della Campanulaceae all'ordine delle Synandrae (Sinandre) insieme alle famiglie delle  Lobeliaceae, Goodeniaceae, Stylidiaceae, Brunoniaceae, Compositae (Asteraceae). In particolare la classificazione era strutturata gerarchicamente nel seguente modo:
Divisione Angiospermae (Angiosperme)
Classe Dicotyledones (Dicotiledoni)
Sottoclasse Sympetalae (Simpetale)
Ordine Synandrae (Sinandre)
Famiglia Campanulaceae
Classificazione sistematica confermata in seguito anche da un altro botanico tedesco, famoso per i suoi lavori sulla tassonomia delle piante, Adolf Engler (1844 – 1930) in un altro monumentale lavoro: Die Natürlichen Pflanzenfamilien (Le famiglie delle piante naturali) del 1924.
Negli anni 80 però il botanico nordamericano Arthur John Cronquist (1919-1992), specializzatosi soprattutto nello studio della famiglia delle Compositae (Asteraceae), rimette in discussione i lavori precedenti con la sua opera Un sistema integrato di classificazione delle piante fiorite (1981). Ecco la nuova collocazione della famiglia secondo il Sistema Cronquist:

Divisione Angiospermae (Angiosperme)
Classe Magnoliopsida  (Dicotiledoni)
Sottoclasse Asteridae
Ordine Campanulales
Famiglia Campanulaceae
In questa nuova sistemazione le famiglia affini erano (appartenenti allo stesso ordine delle "Campanulales") : Pentaphragmataceae , Sphenocleaceae , Stylidiaceae , Donatiaceae , Brunoniaceae , Goodeniaceae .
Questa classificazione comunque ancora una volta venne rivoluzionata alla fine dell'ultimo secolo dal Angiosperm Phylogeny Group basata sui concetti della tassonomia cladistica. Quindi la nuova e definitiva (per il momento) Classificazione APG (aggiornata al 2016) organizza la famiglia nel seguente modo:

Clade Eudicotiledoni
Clade Eudicotiledoni centrali
Clade Superasteridi
Clade Asteridi
Clade Euasteridi
Ordine Asterales
Famiglia Campanulaceae
Di nuovo sono cambiate anche le famiglie assegnate al nuovo ordine (Asterales) : Alseuosmiaceae,  Argophyllaceae, Asteraceae, Calyceraceae, Lobeliaceae (ora Campanulaceae), Goodeniaceae, Menyanthaceae, Pentaphragmataceae, Phellinaceae, Rousseaceae, Stylidiaceae, Donatiaceae (ora Stylidiaceae).

### Filogenesi

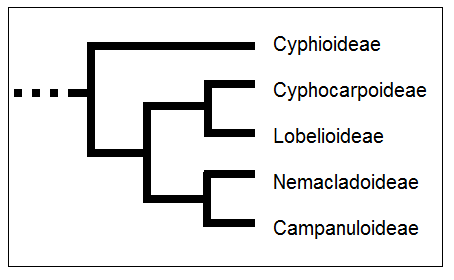
Cladogramma della famiglia

Molti sono i caratteri per distinguere e raggruppare i diversi generi della famiglia. Eccone alcuni:
- in base al frutto che può essere una bacca carnosa e indeiscente oppure una capsula;
- in base alla modalità di deiscenza della capsula;
- in base alla grandezza della corolla;
- in base alla corolla divisa fin quasi alla base oppure a corolle di tipo tubolare o campanulata e comunque con divisioni brevi;
- in base ai lobi della corolla che possono essere delle strette lacinie oppure lunghi lobi ovali, ma sempre di lunghezza maggiore del tubo corollino;
- in base al numero dei lobi (5, 7, 8, 9, 10) della corolla;
- in base all'ovario che può essere supero oppure infero;
- secondo il portamento delle piante (ad esempio piante rampanti, arrampicanti o decisamente erette);
- in base alle antere saldate o libere.

Queste ed altre caratteristiche determinano la divisione della famiglia in sottofamiglie, in tribù e sottotribù. Queste divisioni sono soggette a diverse controversie tra i vari botanici: alcune classificazioni elencano fino a una decina di sottofamiglie, diverse decine di tribù e oltre 230 generi. Attualmente le sottofamiglie riconosciute sono cinque più sotto descritte.
È opinione comune a molti botanici che il gruppo della Campanulaceae rappresenti un grado fiorale più elevato delle Asteraceae; questo per la scarsità dei colori gialli considerati più primitivi (nelle Campanulaceae infatti predomina il colore blu) ma anche per il fatto che i fiori di questa famiglia sono normalmente penduli per favorire la visita dei pronubi impollinatori. Per le due famiglie principali è stimata una età variabile dai 60 a 50 milioni di anni.
In base agli ultimi studi filogenetici la famiglia è monofiletica, come monofiletiche sono le due famiglie principali: Lobelioideae e Campanuloideae. Da un punto di vista filogenetico la struttura della famiglia Campanulaceae è la seguente: la sottofamiglia Cyphocarpoideae è “gruppo fratello” della sottofamiglia Lobelioideae, entrambe a loro volta sono “gruppo fratello” delle sottofamiglia Nemacladoideae e Campanuloideae, mentre il "gruppo basale" è rappresentato dalla sottofamiglia Cyphioideae. Altri studi più recenti (2010 e 2014) tuttavia sembrano favorire il raggruppamento Cyphia+Campanuloideae.
Per le due sottofamiglie più numerose sono disponibili diversi studi sulla loro struttura interna. In Campanuloideae sono stati individuati 11 cladi principali, mentre in Lobelioideae sono stati individuati 8 cladi principali.

### Composizione della famiglia
La famiglia è composta da 5 sottofamiglie, 81 (*) generi e 2417 specie:
- Campanuloideae Burnett, 1835 (49 generi, 1065 specie): fiori regolari con cinque petali simili; antere non connate.
- Cyphioideae (A. DC.) Walp., 1852 (1 genere, 68 specie): fiori con simmetria bilaterale, tre lobi dorsali e due lobi ventrali, oppure con forma tubolare con 5 lobi subuguali.
- Cyphocarpoideae Miers, 1848 (1 genere, 3 specie): fiori con simmetria bilaterale con un singolo lobo dorsale con una appendice apicale (a forma di cappuccio) e altri 4 lobi ventrali.
- Lobelioideae Burnett, 1835 (28 generi, 1262 specie): fiori asimmetrici con un labbro inferiore formato da tre grandi petali, antere connate e fiori resupinati.
- Nemacladoideae Lammers, 1998 (2 generi, 19 specie): fiori con forma bilaterale simmetrica con 3 lobi dorsali e 2 lobi ventrali.

(*) Nota: i generi attuali sono in realtà 89; dall'elenco mancano un genere di tipo ibrido (× Fockeanthus H.R.Wehrh.) e alcuni nuovi generi non ancora inseriti negli elenchi delle sottofamiglie.

### Generi e specie della flora italiana
Nell'elenco seguente sono indicati i generi presenti nella flora spontanea italiana:
- Adenophora Fisch., 1823
- Asyneuma Griseb. & Schenk, 1852
- Campanula L., 1753
- Edraianthus (A. DC.) A. DC., 1839
- Jasione L. 1753
- Legousia Durande, 1782
- Lobelia L., 1753
- Physoplexis Schur , 1853
- Phyteuma L., 1753
- Solenopsis C. Presl
- Trachelium L., 1753
- Wahlenbergia Roth, 1821

A parte i generi Lobelia e Solenopsis della sottofamiglia Lobelioideae, tutti gli altri generi sono descritti all'interno della sottofamiglia Campanuloideae.

## Usi

### Farmacia
Alcune specie del genere  Campanula ( Campanula rapunculus,  Campanula cervicaria e altre) furono usate a lungo per la cura delle laringiti grazie alla leggera astringenza delle loro giovani foglie. Altra pratica oggi del tutto cessata perché priva di un qualsiasi fondamento medico era quella di usare le “Campanule” contro l'idrofobia.

### Cucina
Le radici di alcune specie sono commestibili: Codonopsis ovata, Phyteuma spicatum, oltre naturalmente ad alcune specie del genere Campanula (Raperonzolo – Campanula rapunculus). Possono essere consumate sotto forma di insalata, oppure bollite. Anche le specie Adenophora communis e Adenophora verticillata forniscono delle radici commestibili. Quest'ultima pianta è molto usata ancor oggi nel Giappone.
È da ricordare che nella Francia dei secoli XVII, XVIII, XIX e altrove si praticò la coltivazione della specie Campanula rapunculus. Le radici di questa specie in particolare, grazie al loro contenuto di inulina, hanno un gradevole gusto dolciastro. Si conoscono usi eduli perfino in Arabia, anche di specie dal limitato sapore (Campanula rapunculoides, Campanula pyramidalis e Campanula persicifolia).
Un'altra specie le cui giovani foglie delle rosette basali possono essere consumate come insalata è la Specularia speculum (genere chiamato ora Legousia), come anche le specie già citate (Raperonzolo) e alcune specie del genere Phyteuma.

### Giardinaggio
L'impiego principale dei fiori di questa famiglia è nel giardinaggio ornamentale, un compito che viene assolto con infinita grazia anche come piante da fiore reciso da almeno quattro secoli di utilizzazione. Per questo uso i generi più utilizzati sono: Campanula, Campanumoea, Edraianthus e Lightfootia.

## Altre notizie
- Il lattice, prodotto da un sistema di ghiandole, ha la funzione di scoraggiare gli insetti non graditi alla pianta.
- L'ovario infero (situato sotto il punto d'inserzione dei petali) evita che gli insetti pronubi mangino o danneggino i semi immaturi contenuti nell'ovulo.
- Le riserve alimentari delle specie di questa famiglia non sono composte da amido (come nella maggior parte delle altre piante), ma dall'inulina che è un polisaccaride.
- Nelle specie di questa famiglia normalmente non è attiva l'autoimpollinazione in quanto il polline prodotto dalla pianta  (gli organi di riproduzione maschili maturano prima di quelli femminili) viene “spinto” fuori dal fiore prima che il gineceo sia maturo per ricevere il polline (ossia prima che lo stimma dello stilo diventi appiccicoso in modo tale da raccogliere il polline esterno portato dagli insetti pronubi).
- La prevalenza del colore blu in questa famiglia è dato dal fatto che le api distinguono molto bene questa tonalità di colore (a frequenze ottiche più alte). I fiori a colori diversi favoriscono le farfalle o gli uccelli.
- L'unica documentazione fossile del polline di alcune specie di questa famiglia proviene dal Pliocene della Nuova Zelanda (Mildenhall, 1980).

## Alcune specie

### Sottofamiglia Campanuloideae

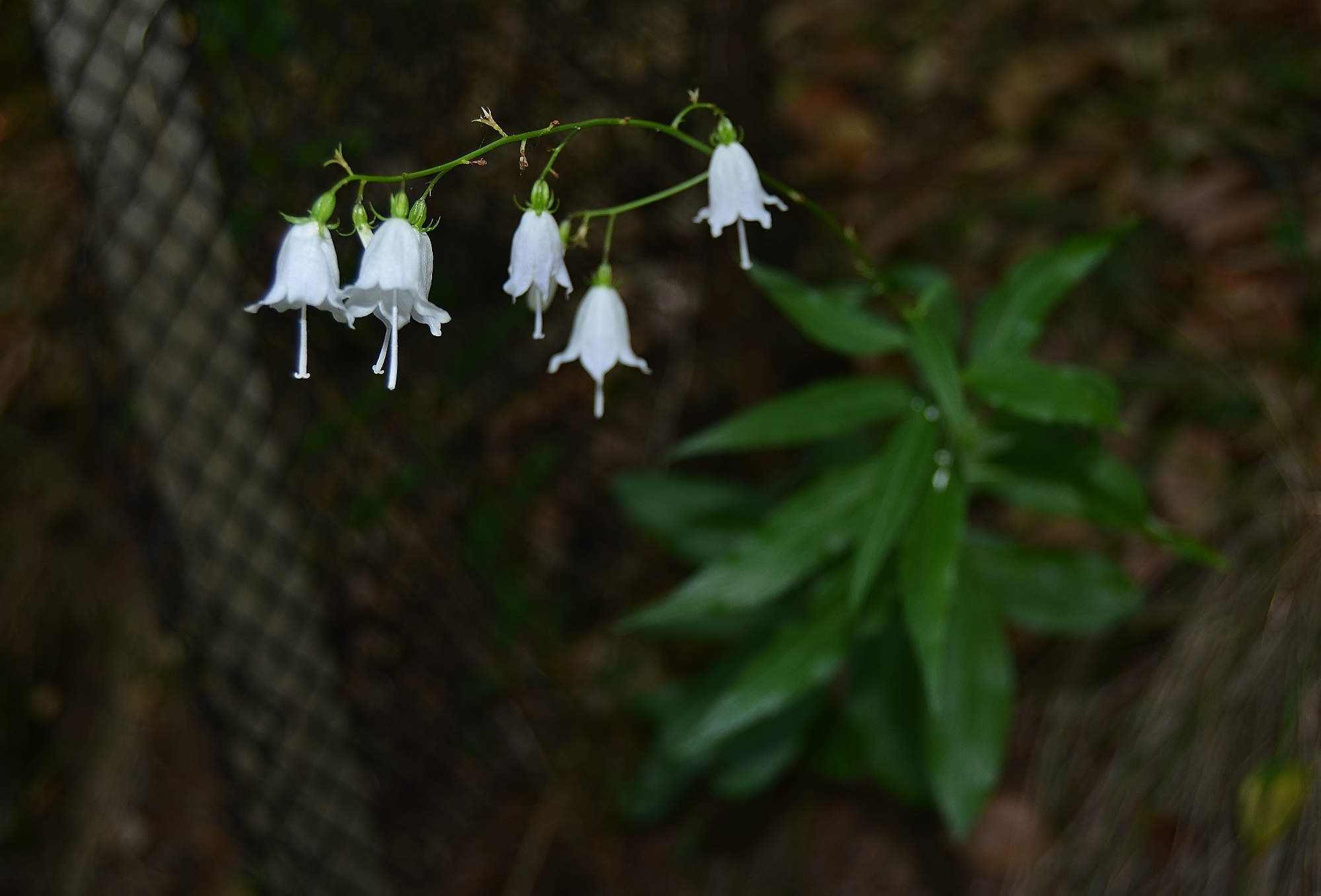
Adenophora liliifolia
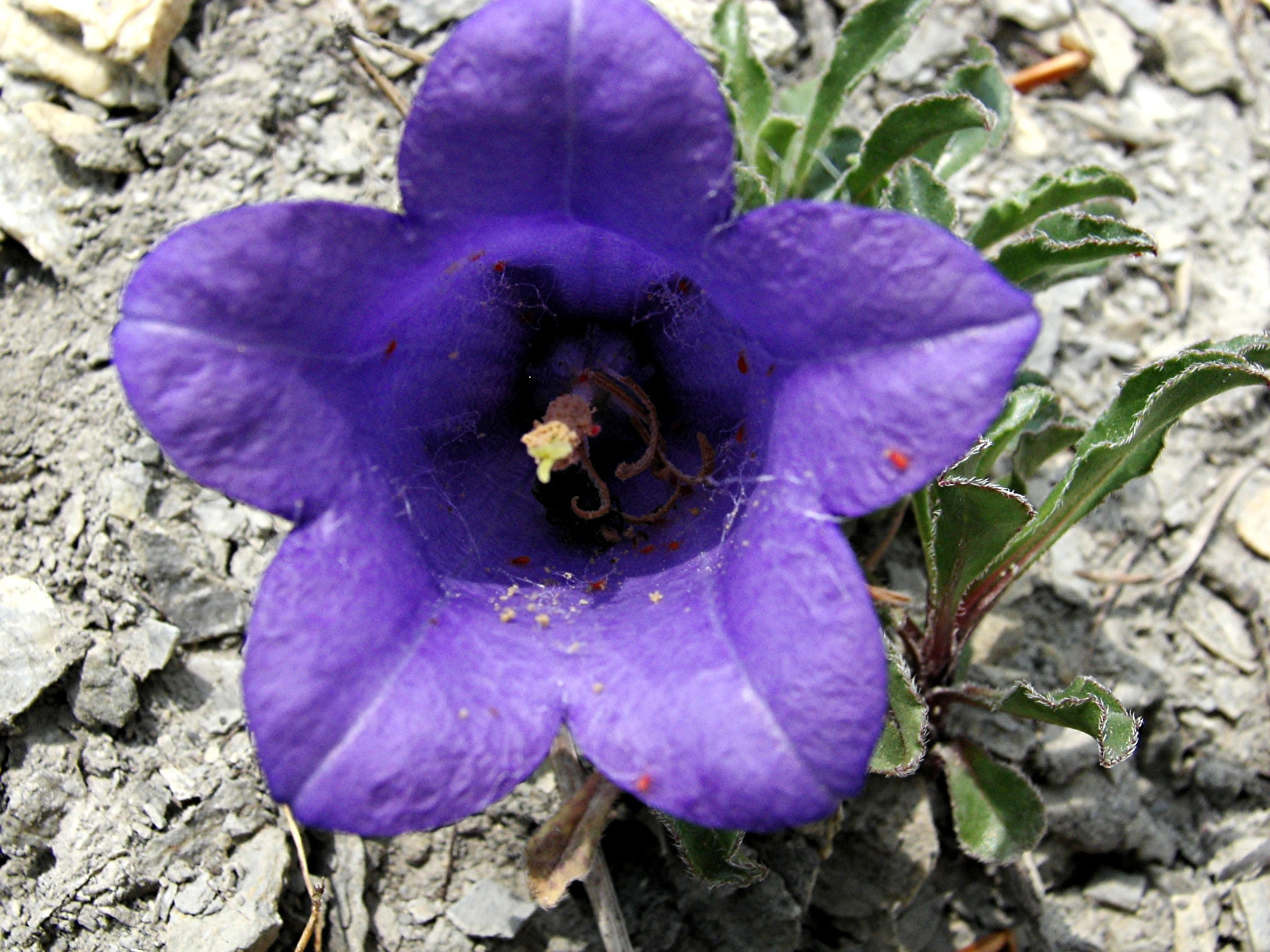
Campanula alpestris
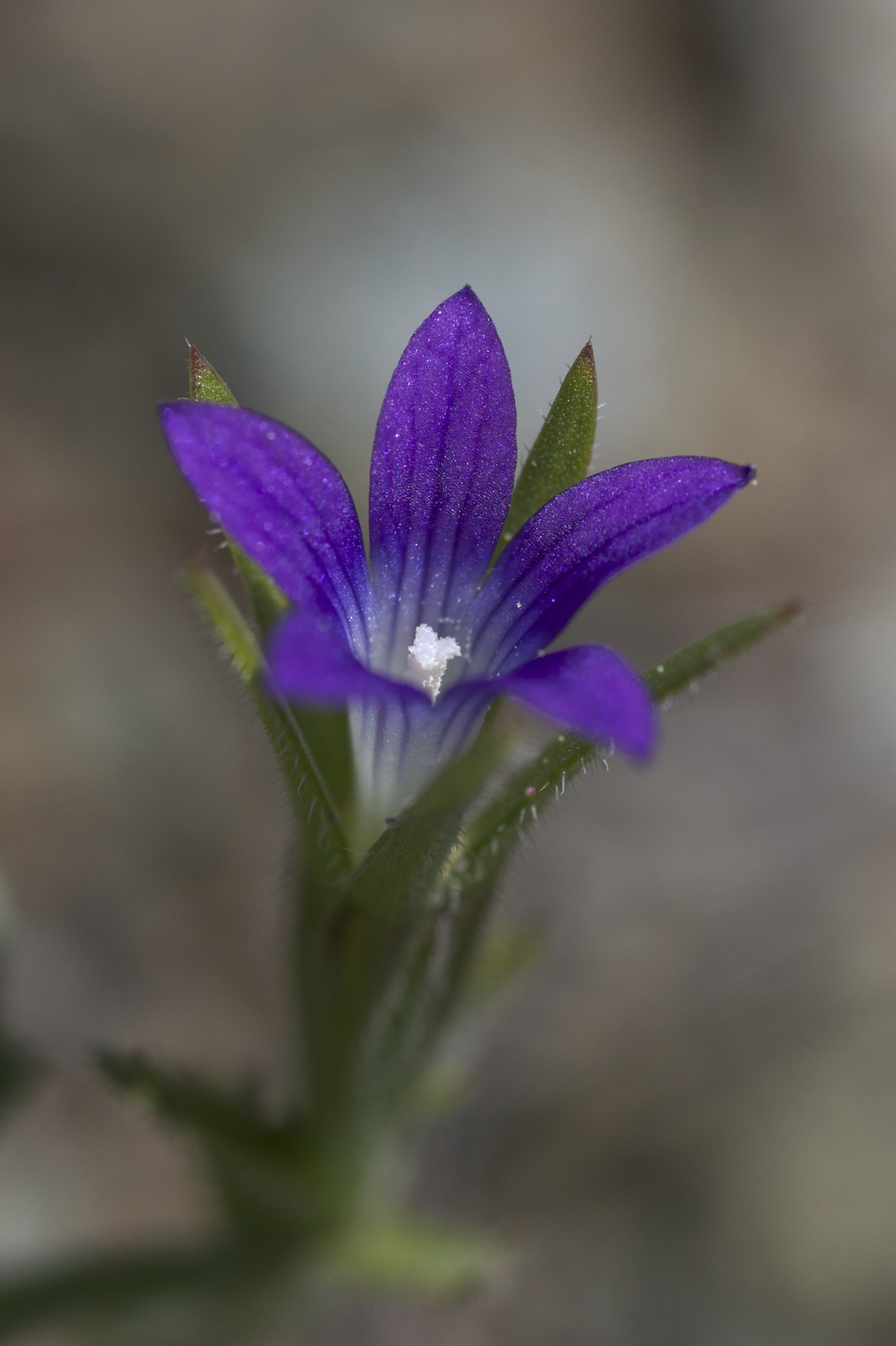
Githopsis specularioides
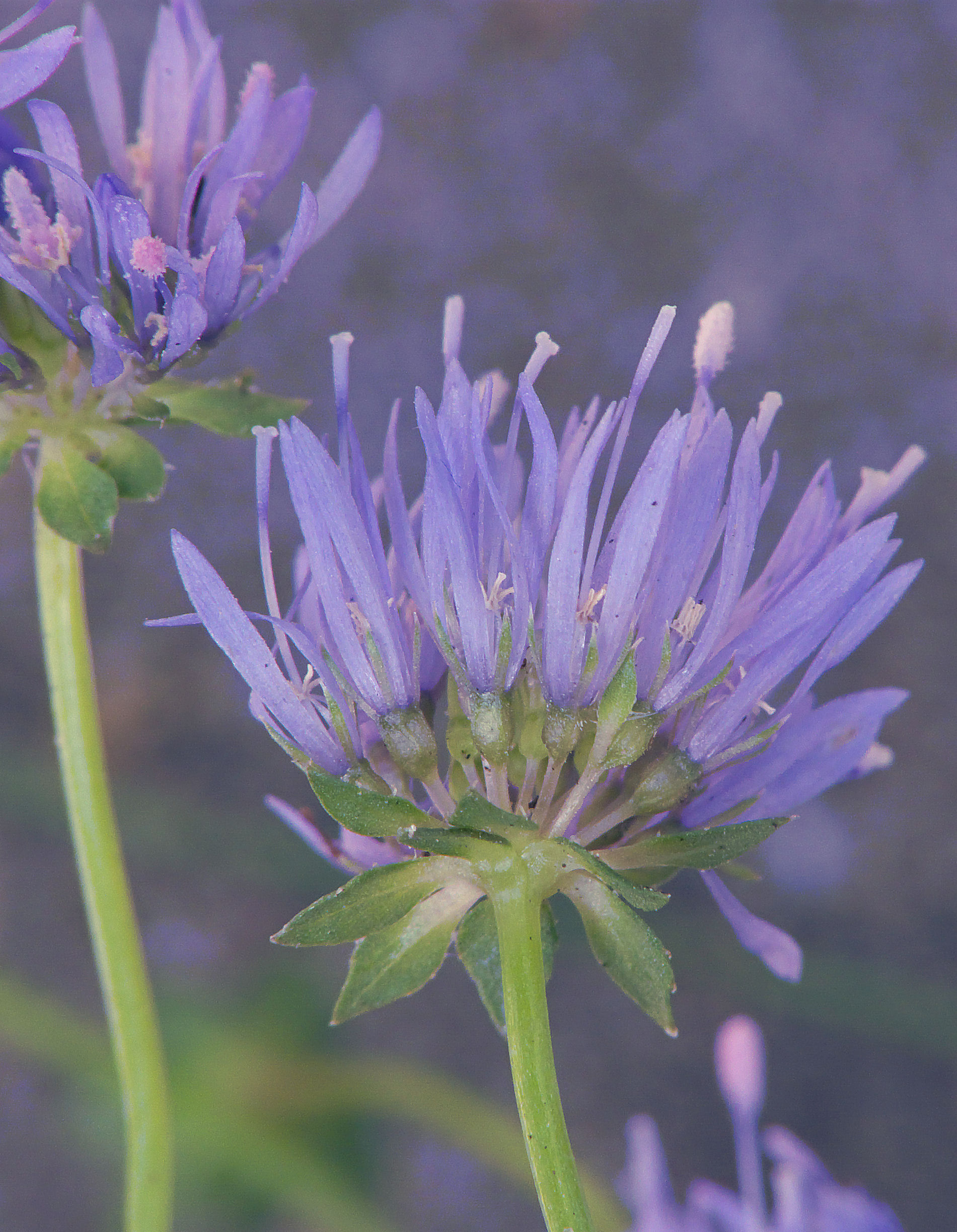
Jasione montana
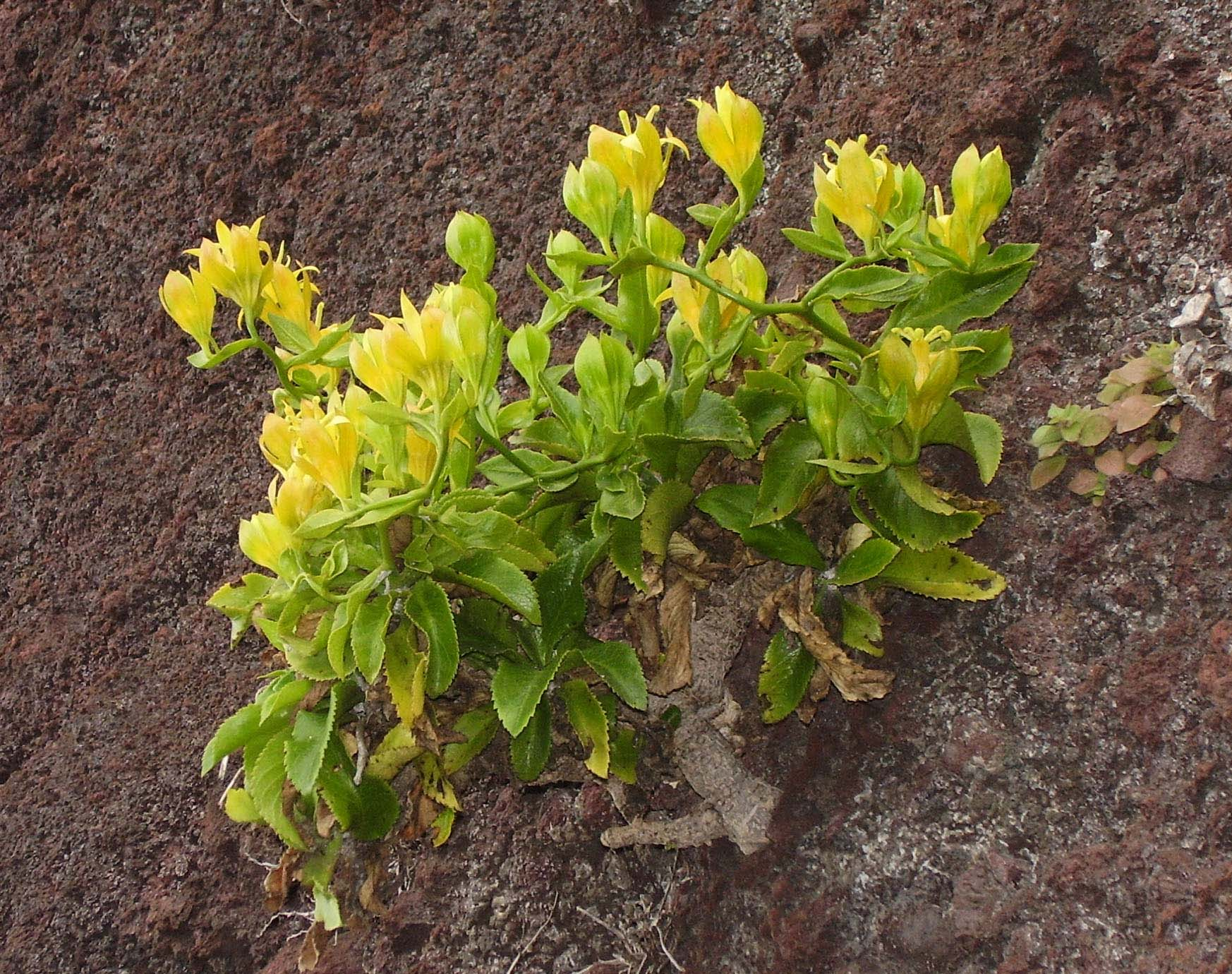
Musschia aurea
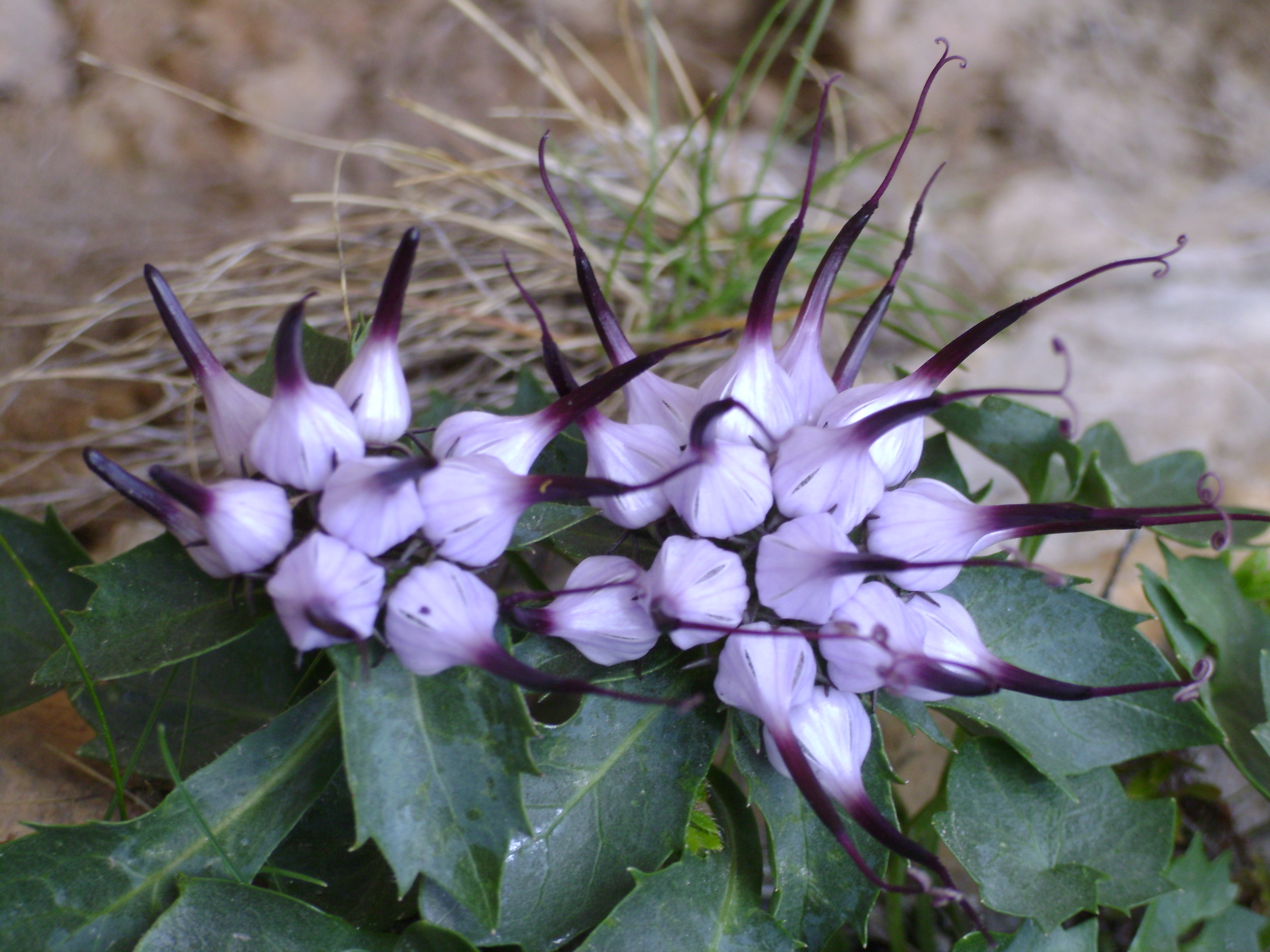
Physoplexis comosa
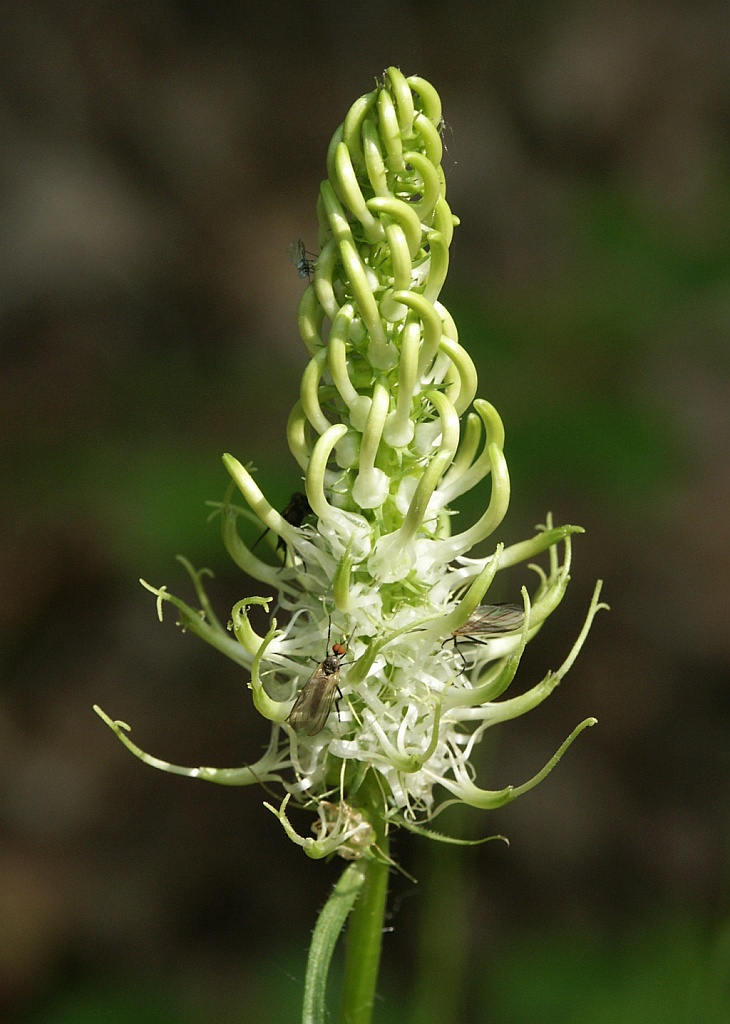
Phyteuma spicatum
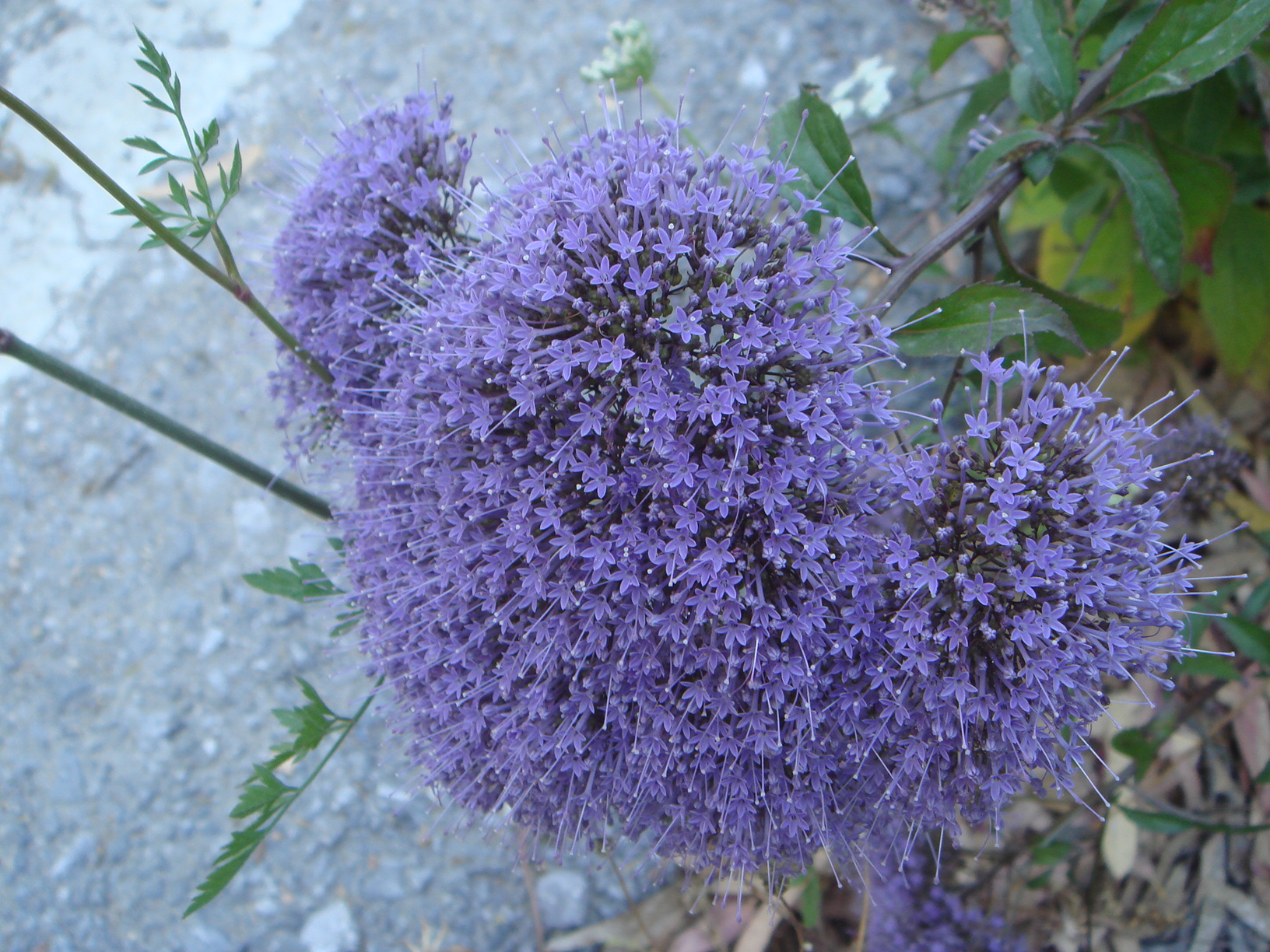
Trachelium caeruleum
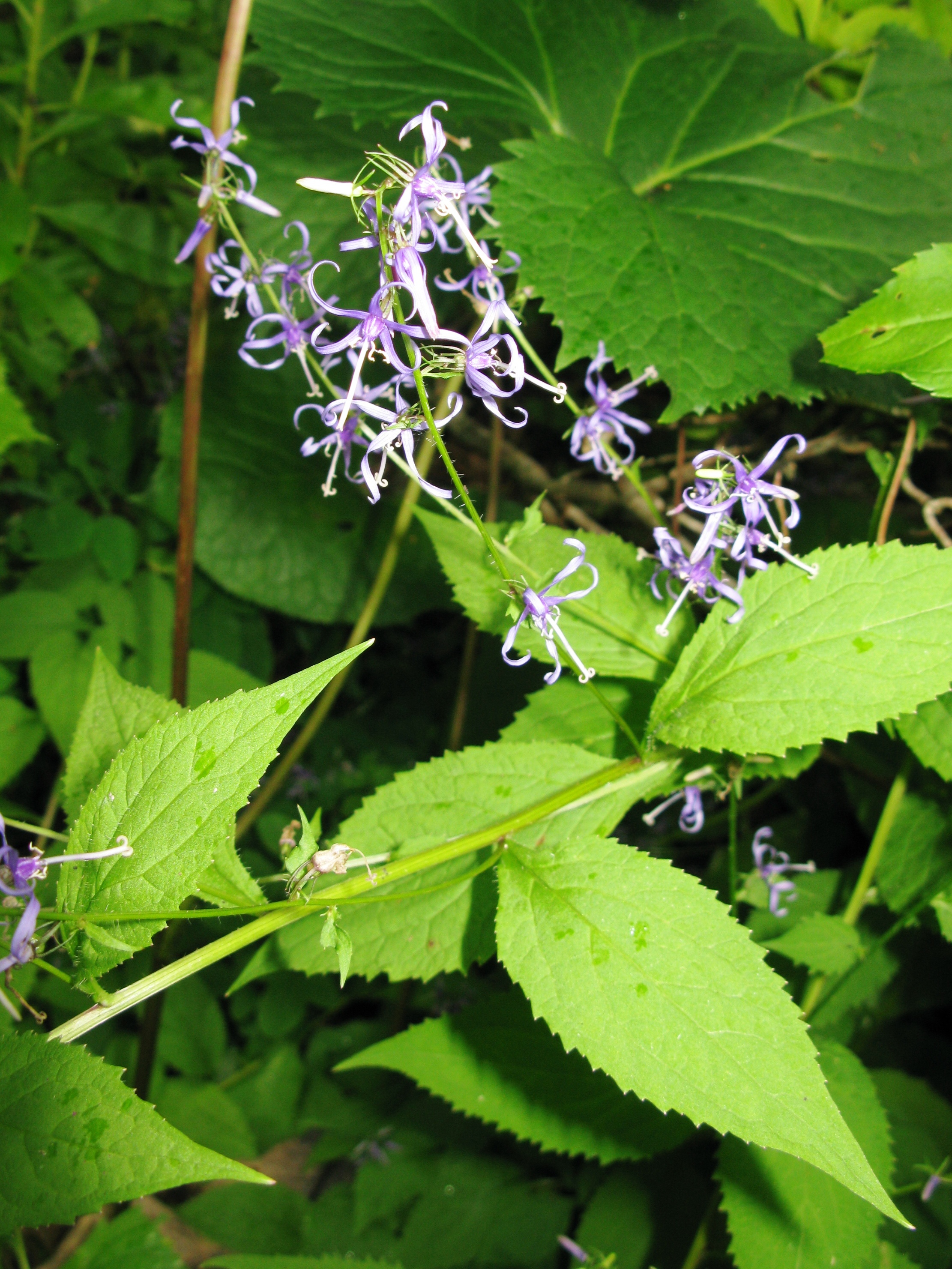
Asyneuma japonicum
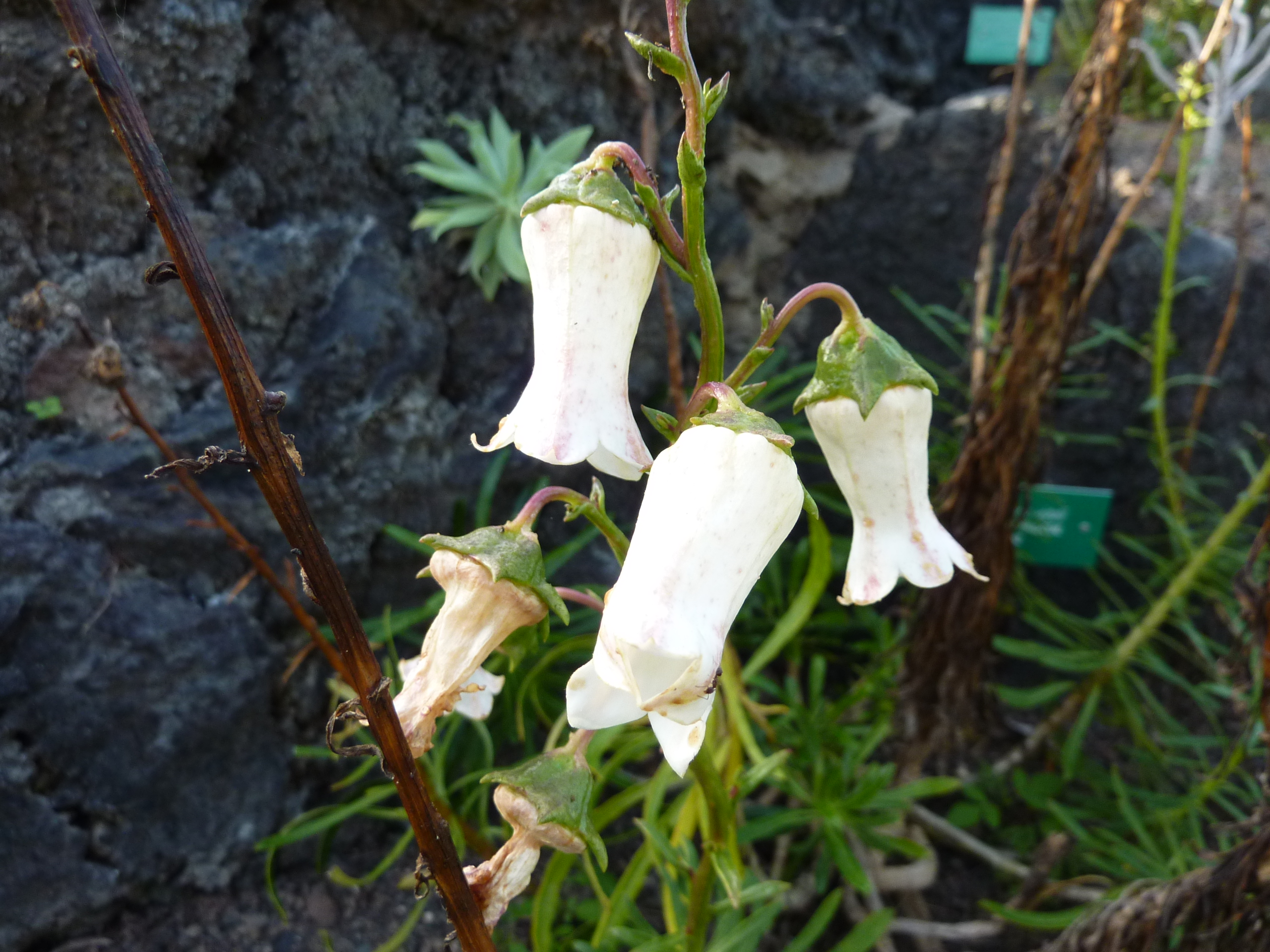
Azorina vidalii
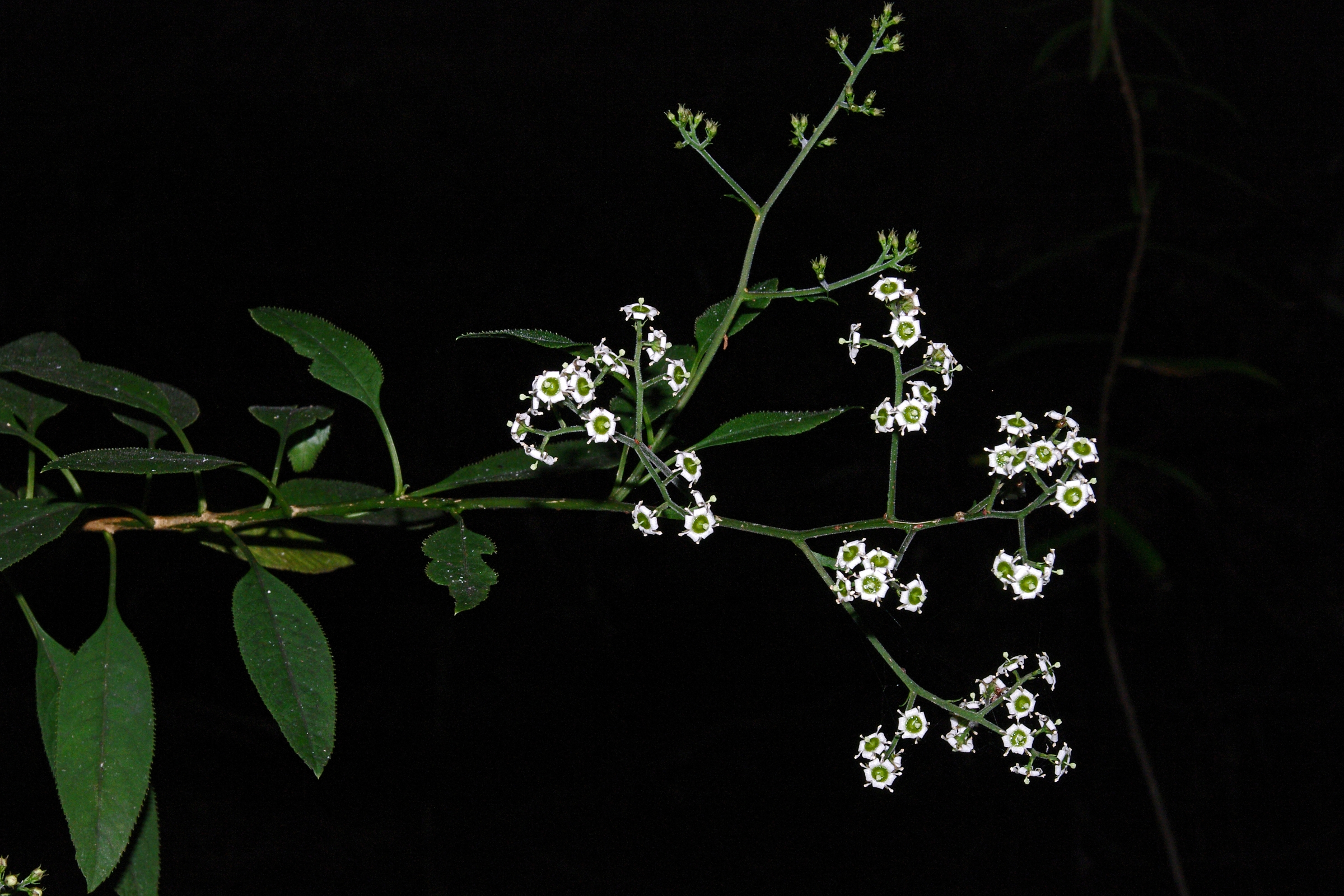
Berenice arguta
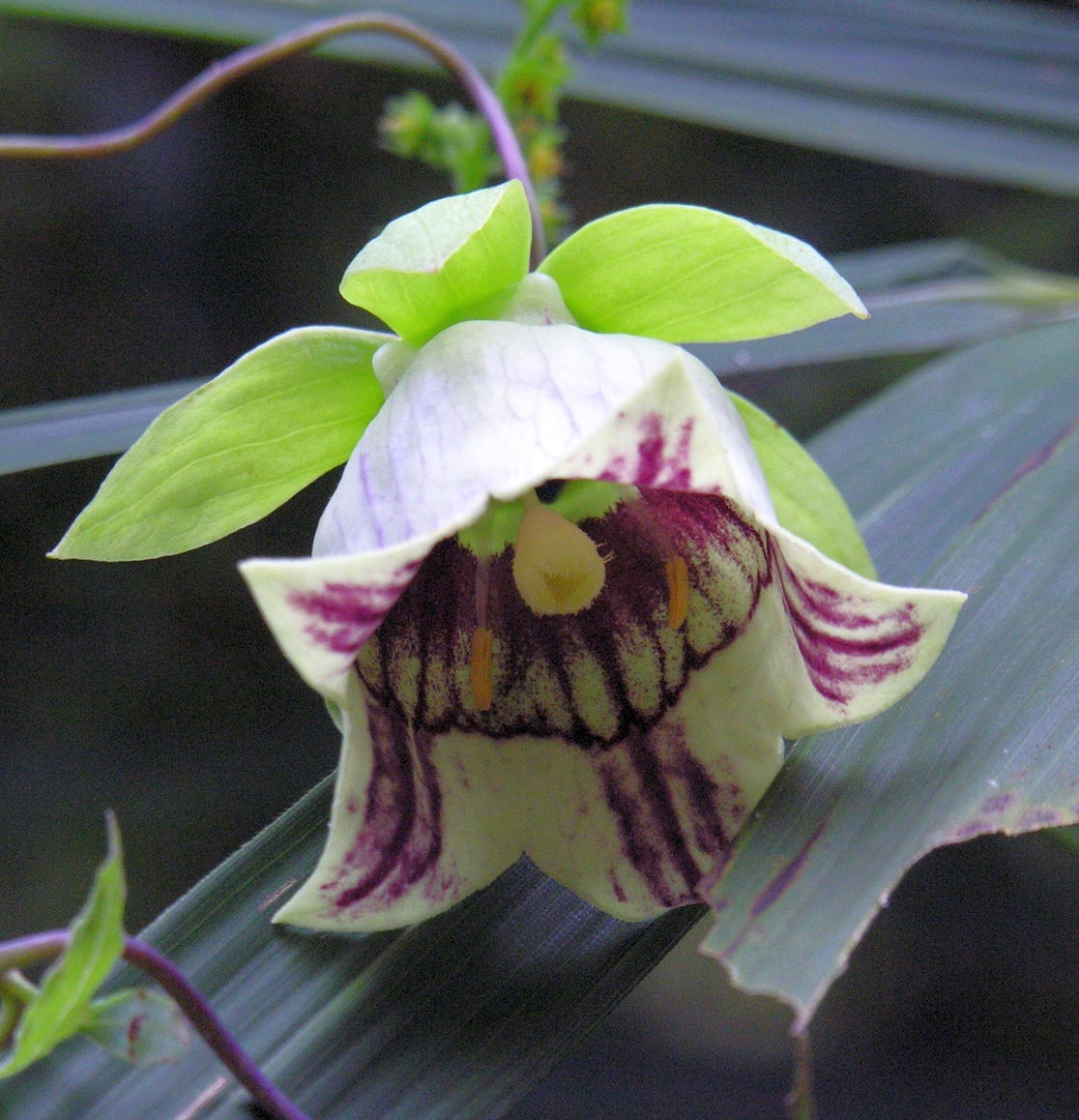
Codonopsis lanceolata

### Sottofamiglia Lobelioideae

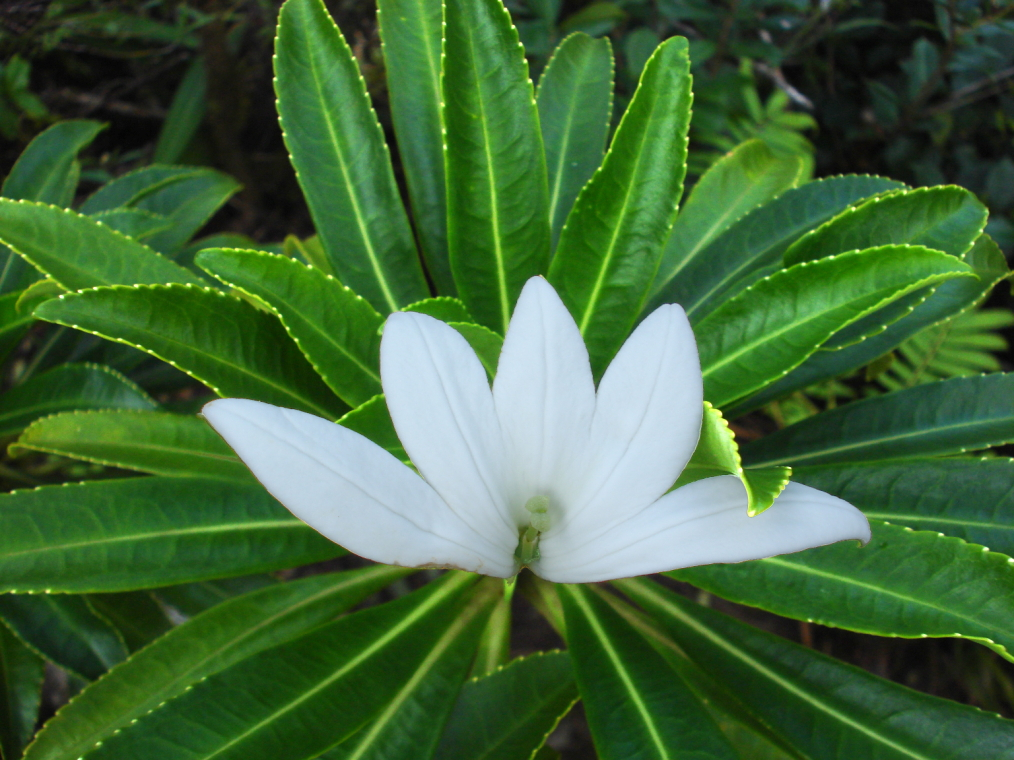
Apetahia raiateensis
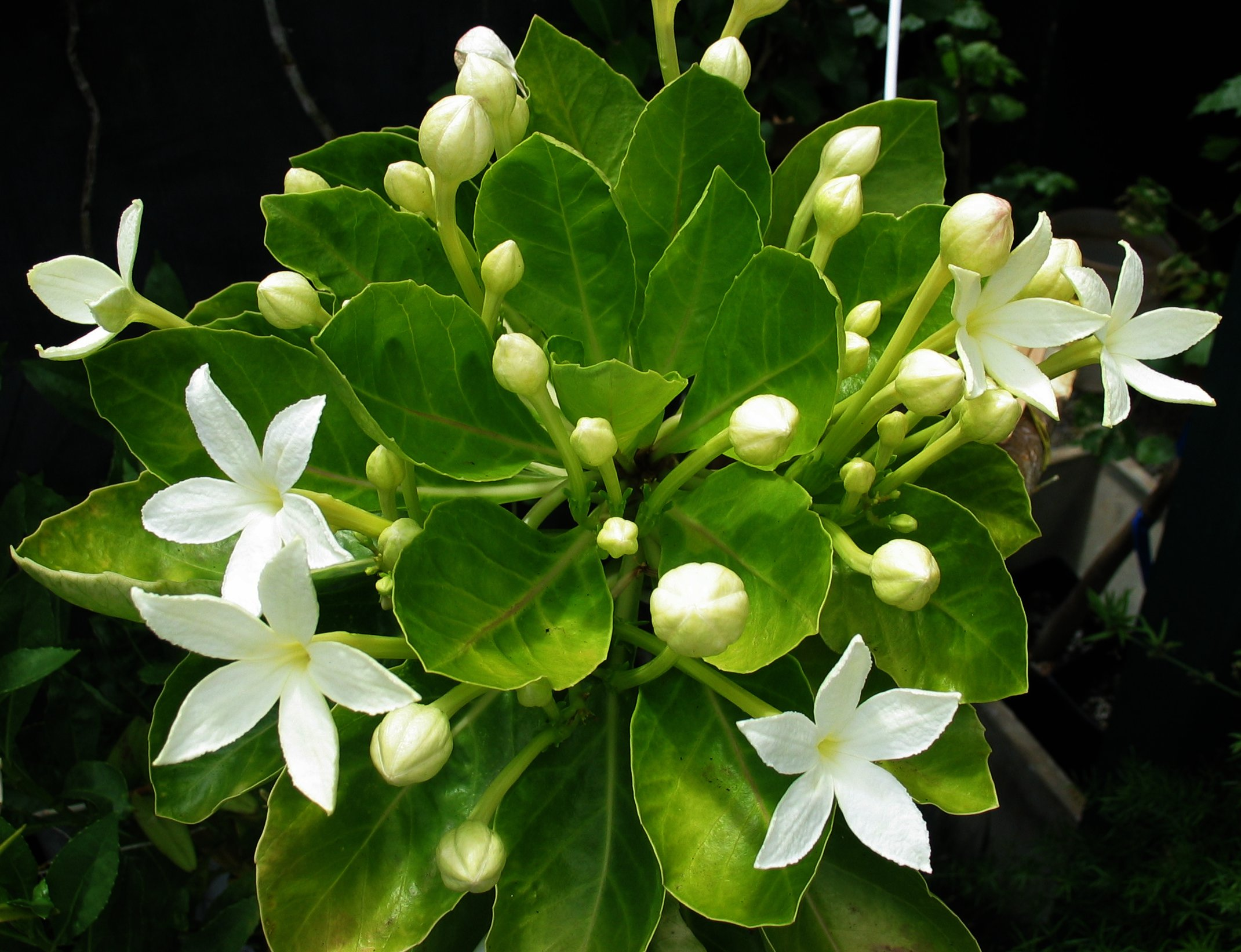
Brighamia rockii
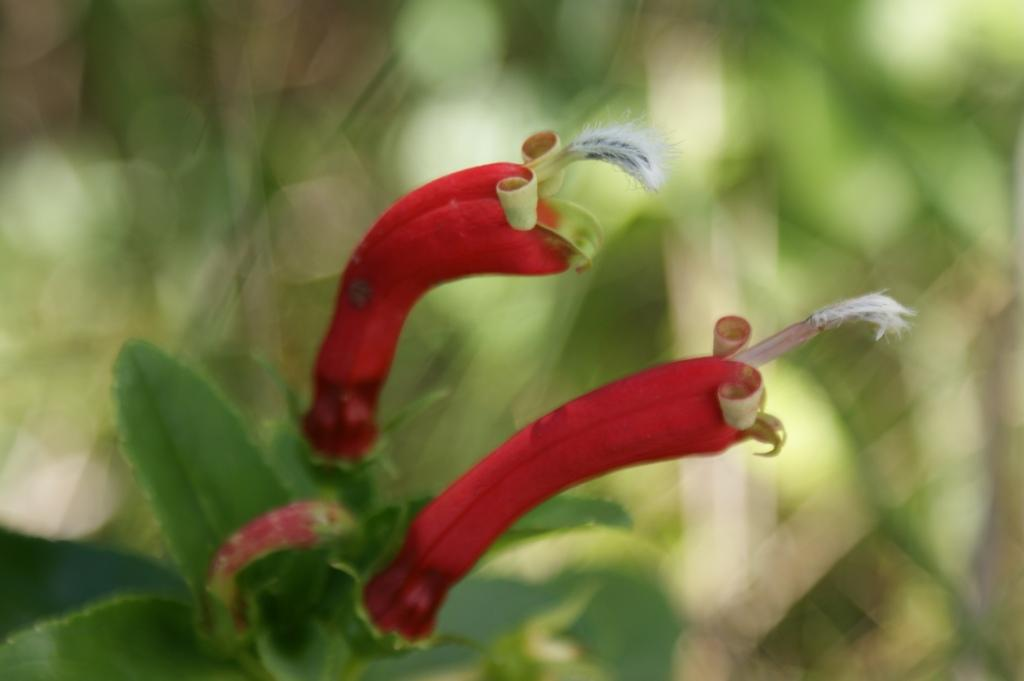
Centropogon cornutus
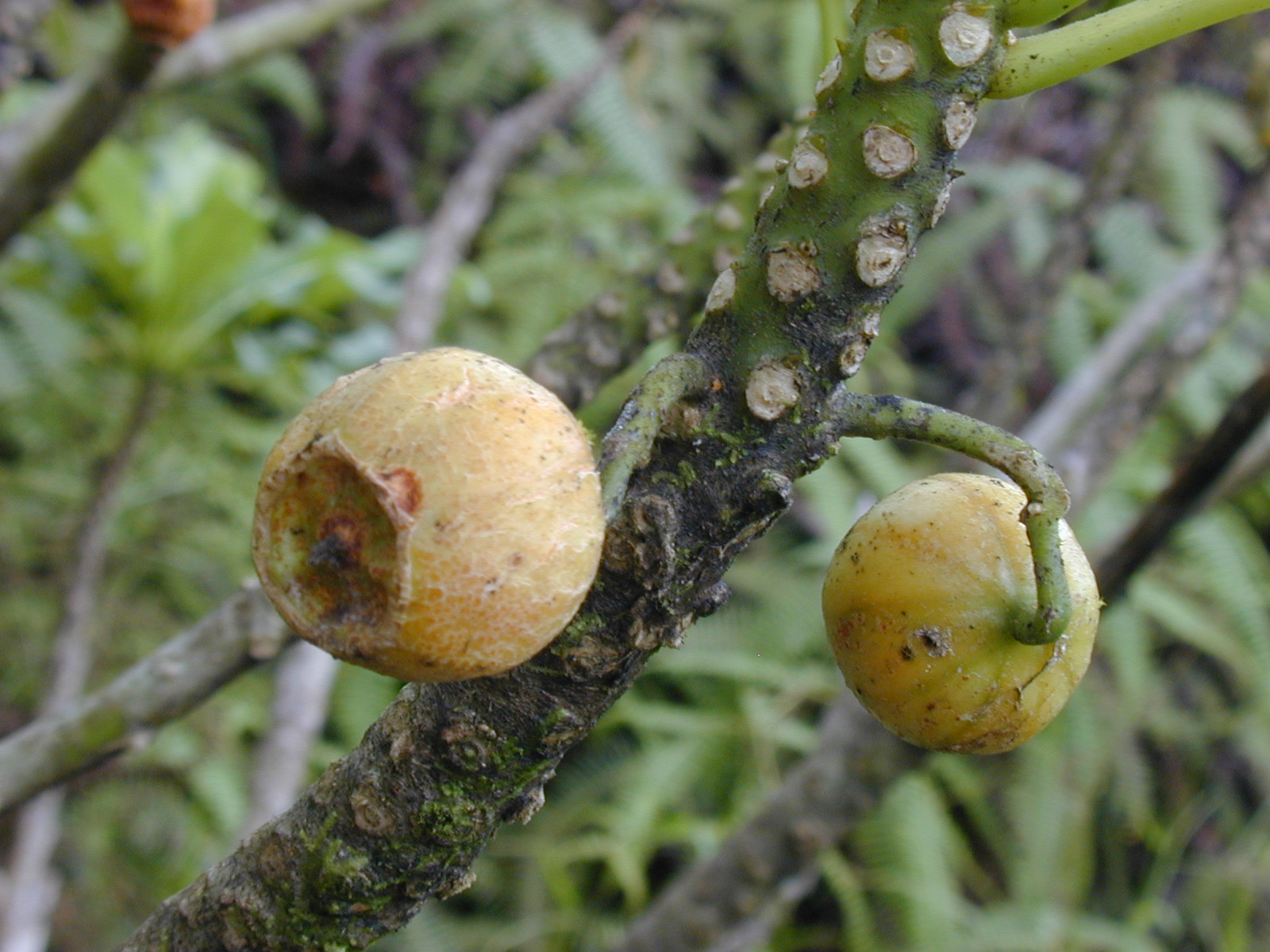
Clermontia kakeana
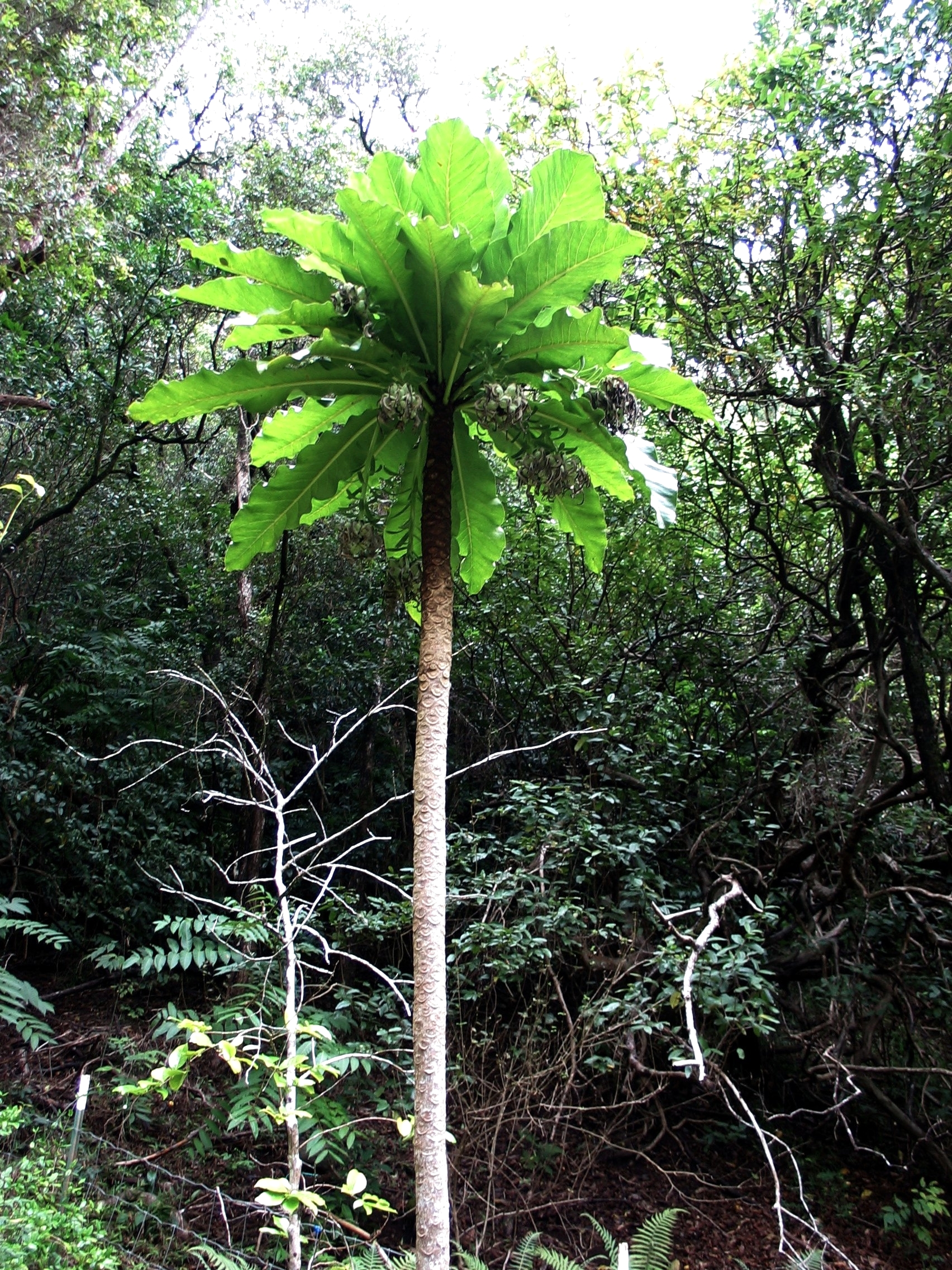
Cyanea superba
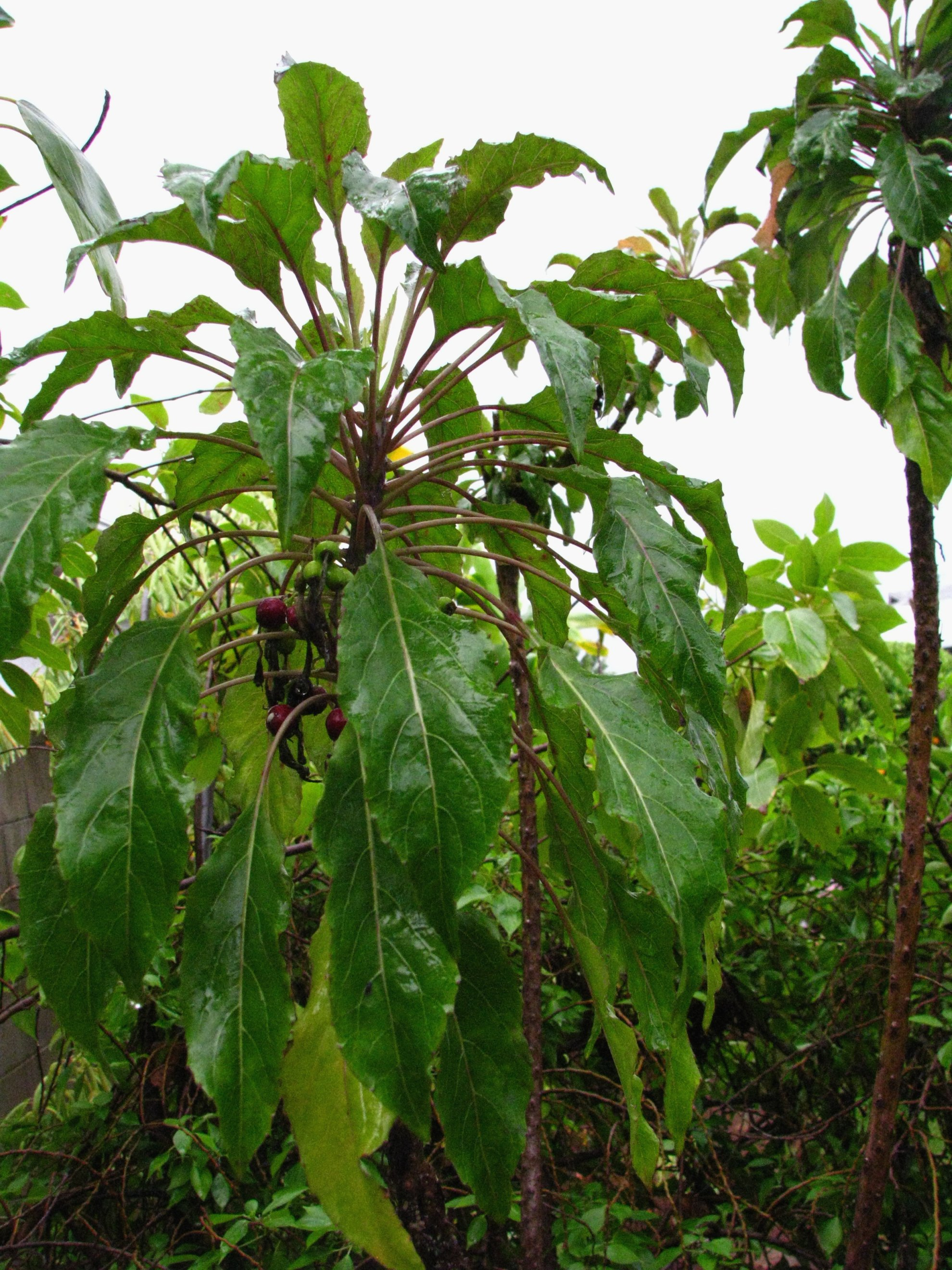
Delissea kauaiensis
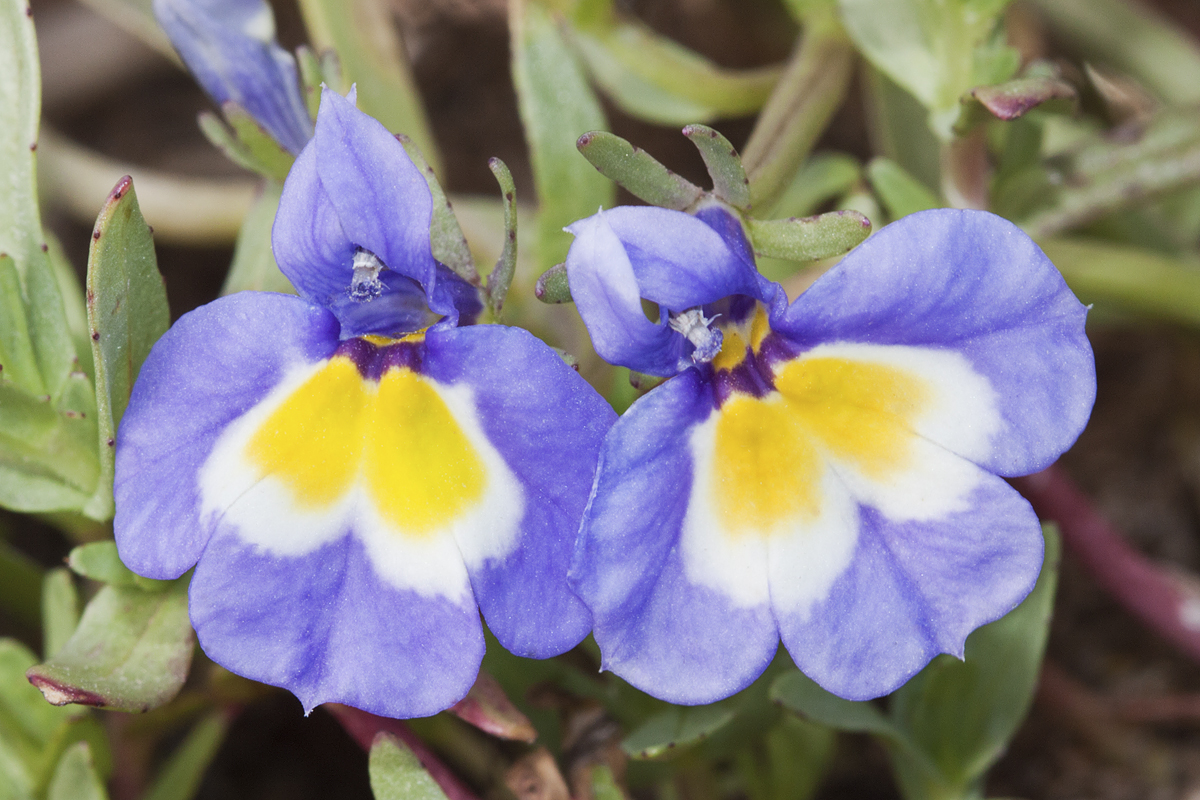
Downingia bella
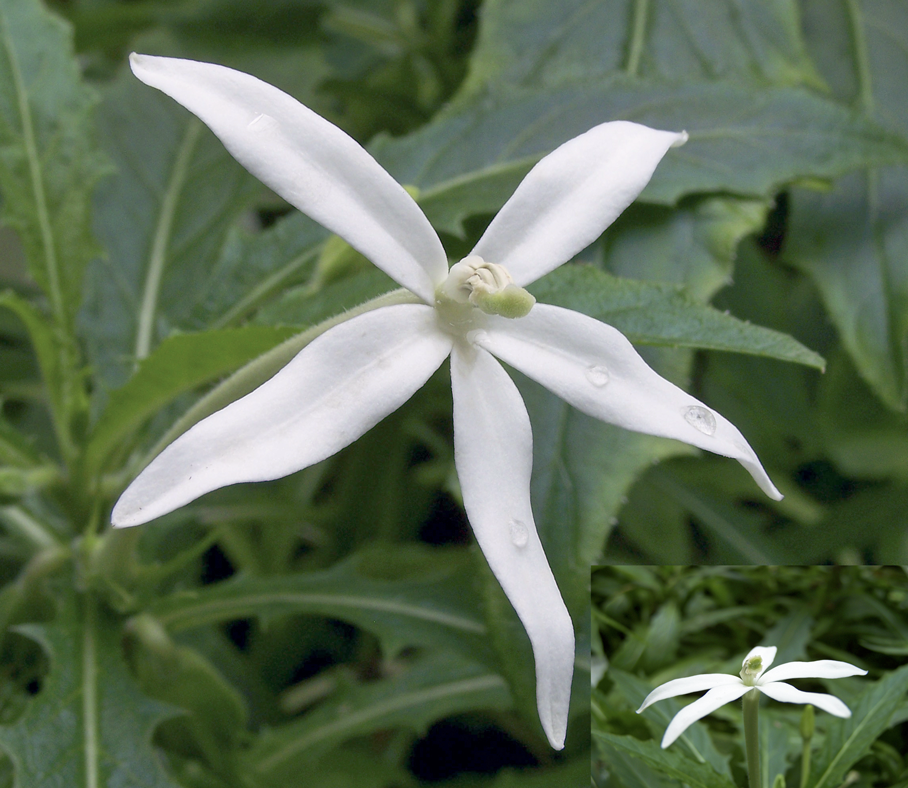
Hippobroma longiflora
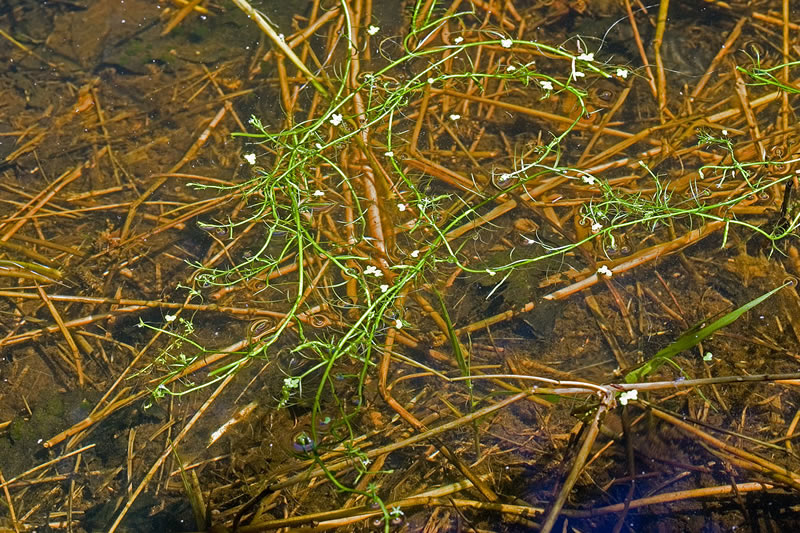
Howellia aquatilis
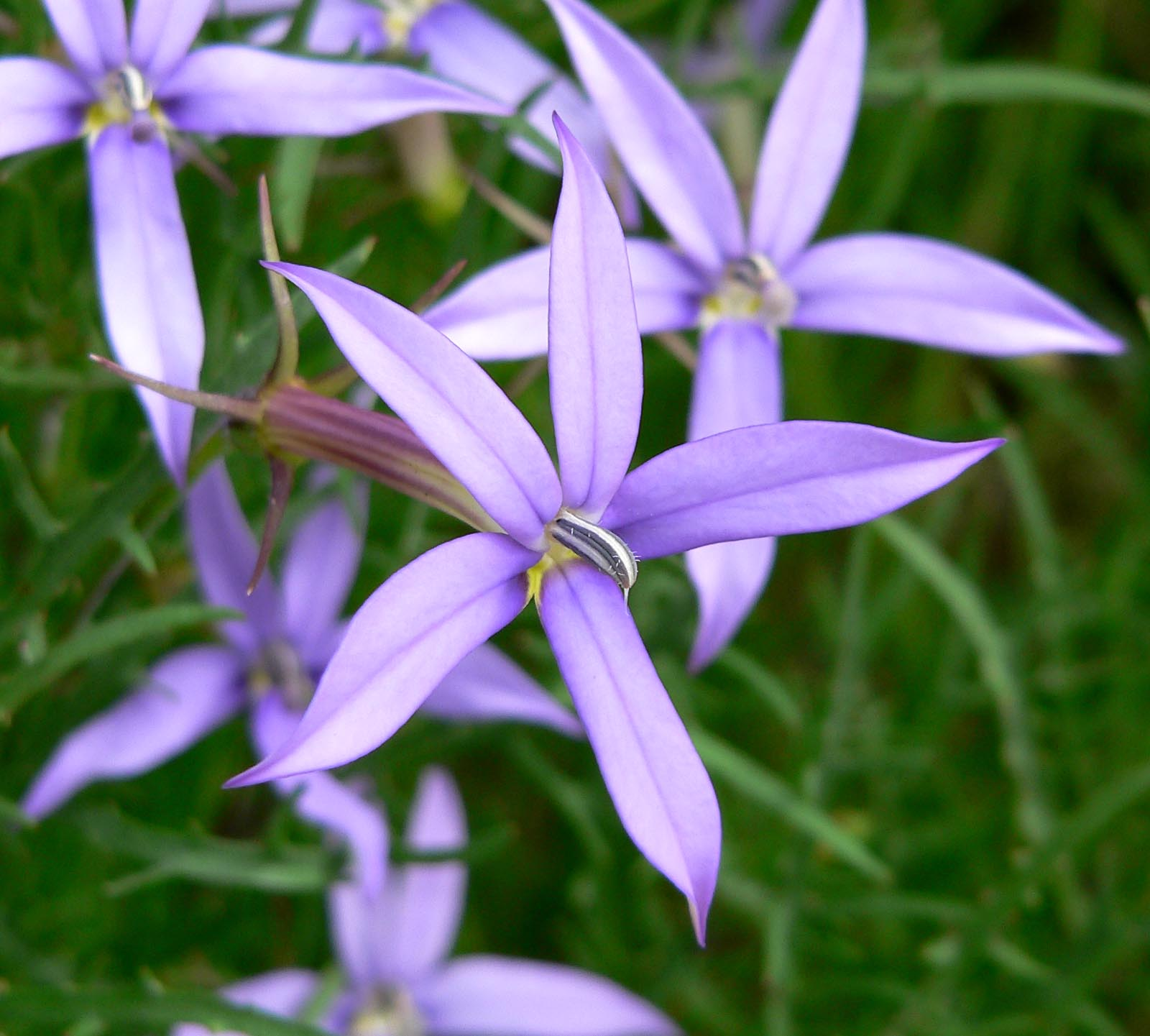
Isotoma axillaris
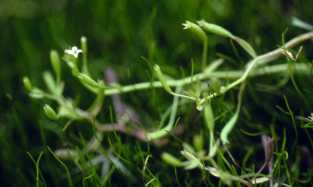
Legenere valdiviana
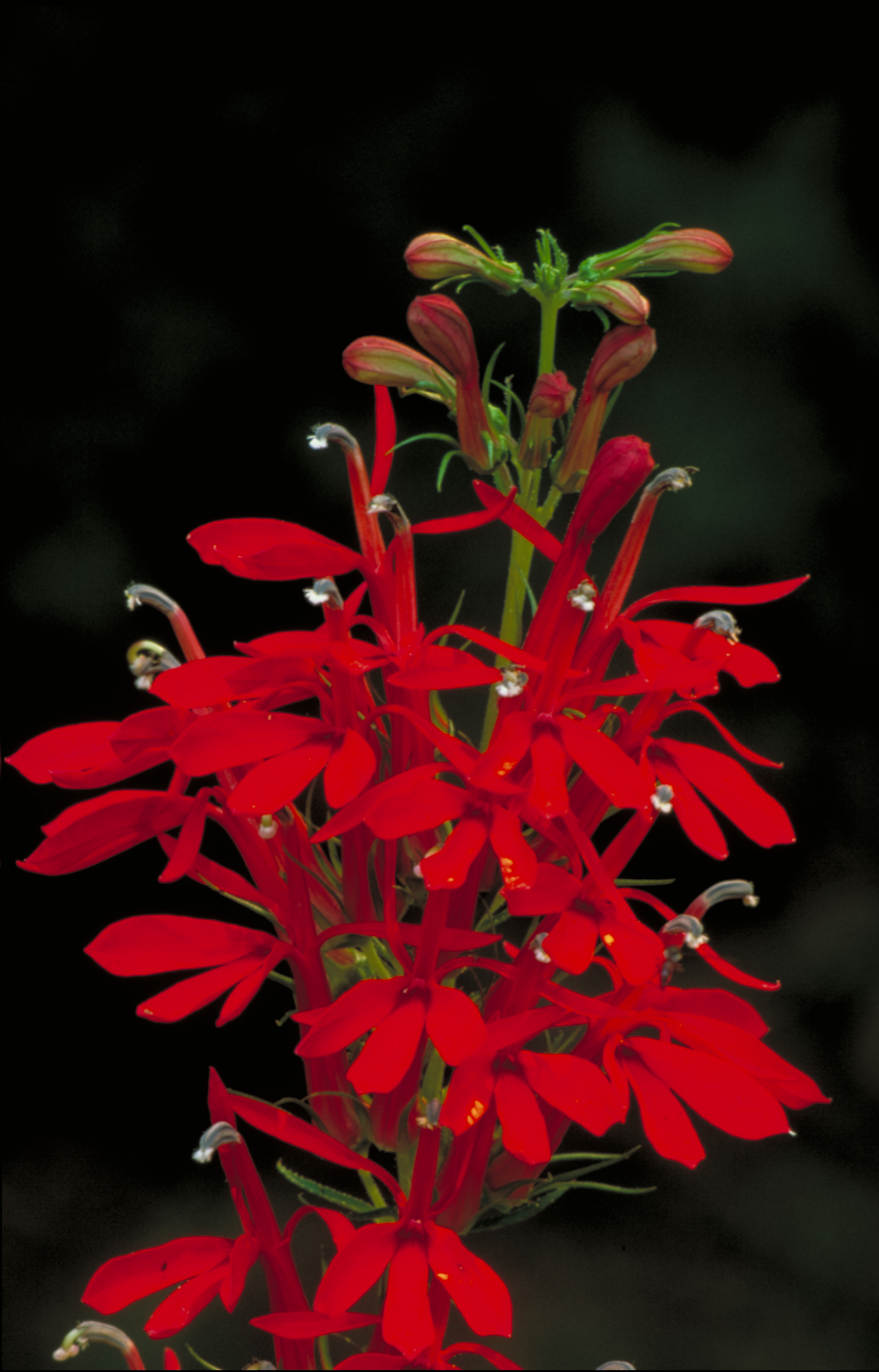
Lobelia cardinalis
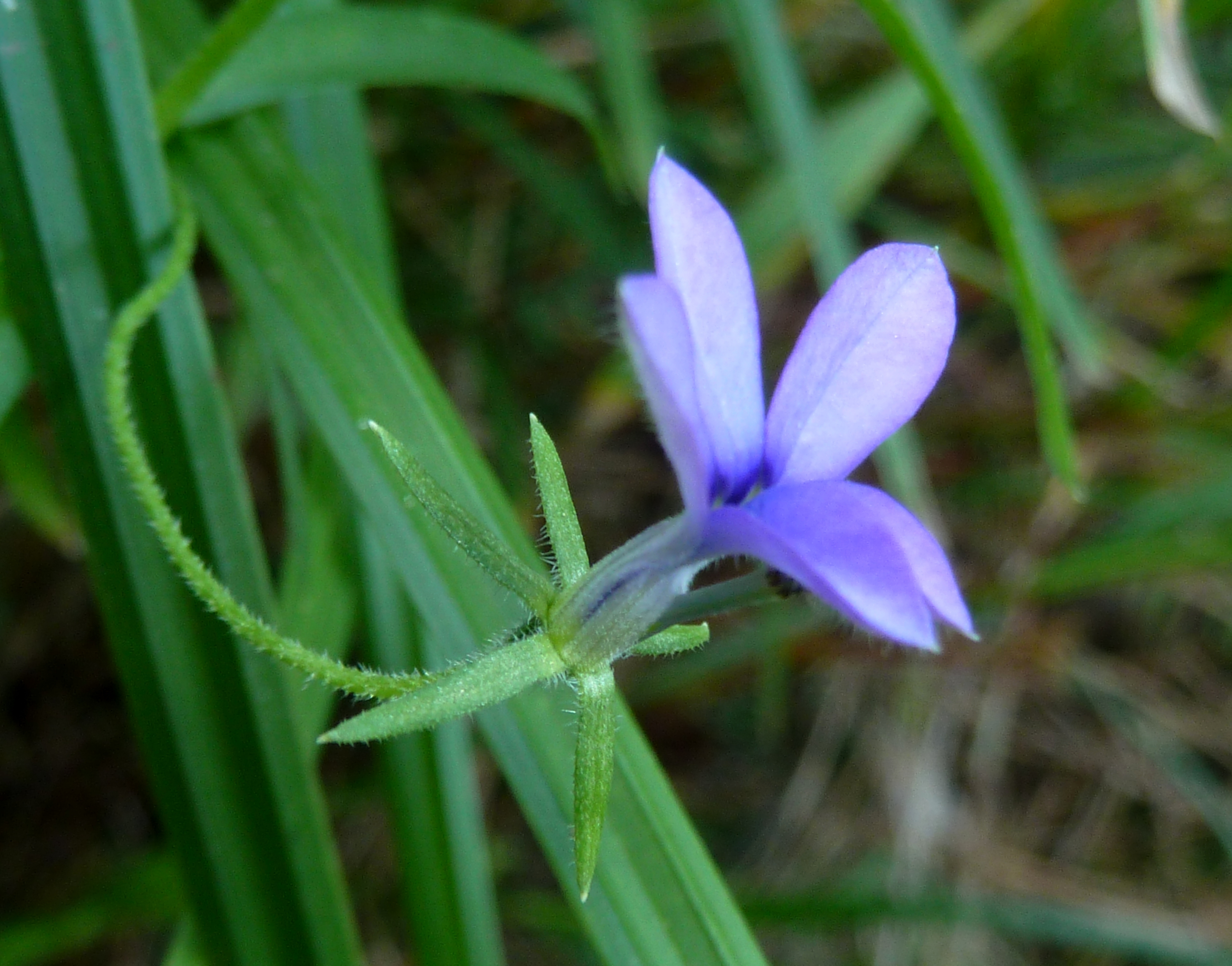
Monopsis stellarioides
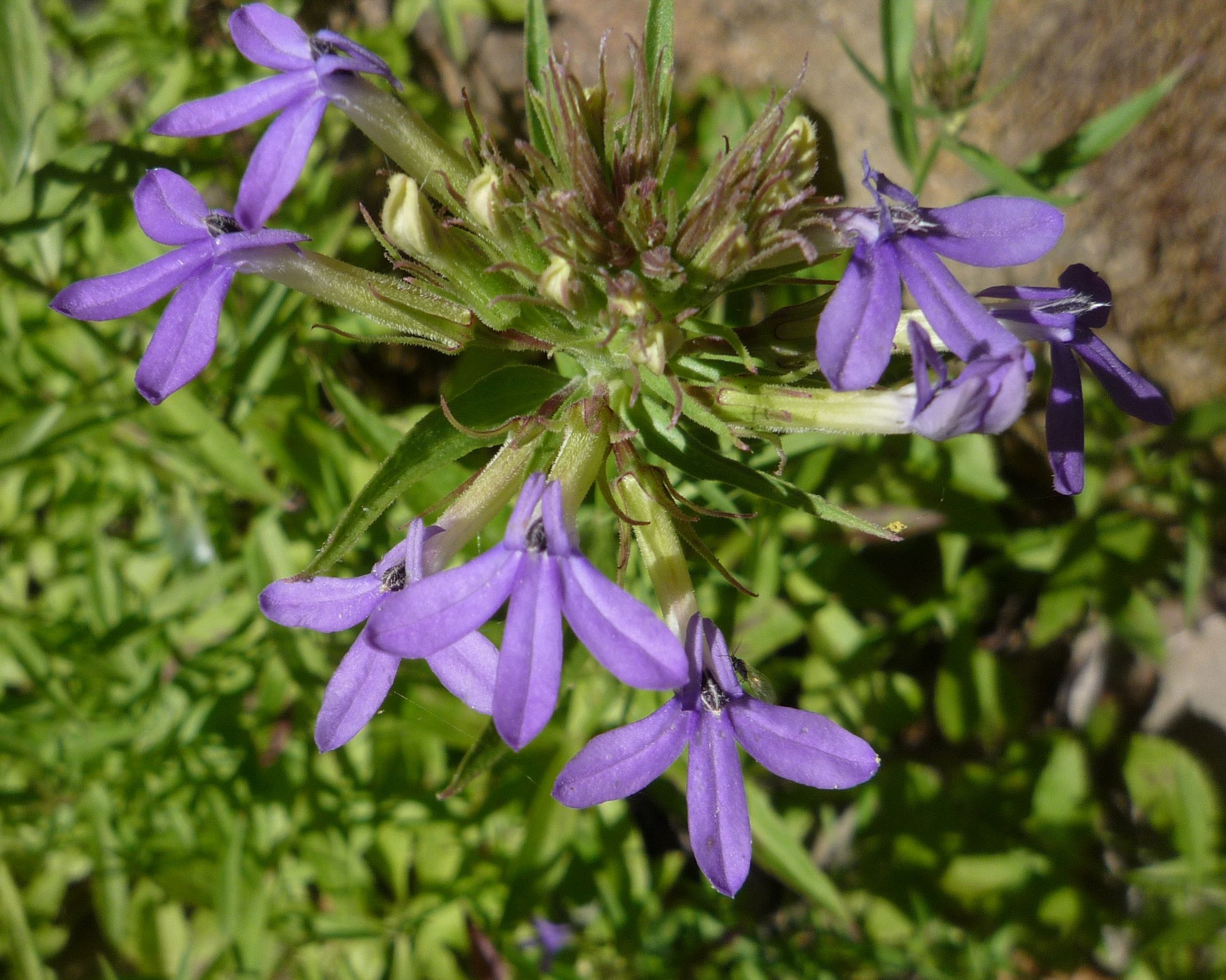
Palmerella debilis
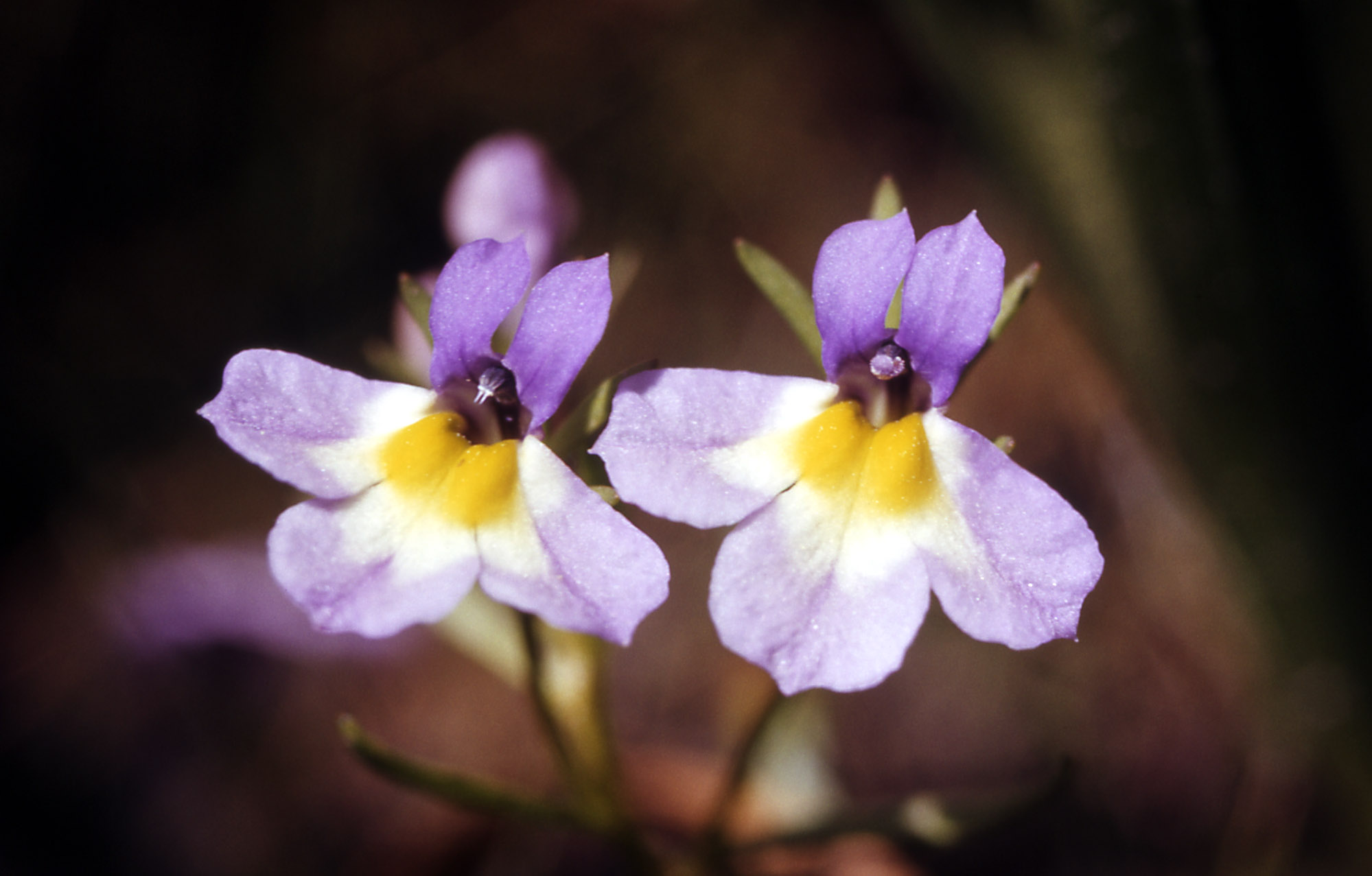
Porterella carnosula
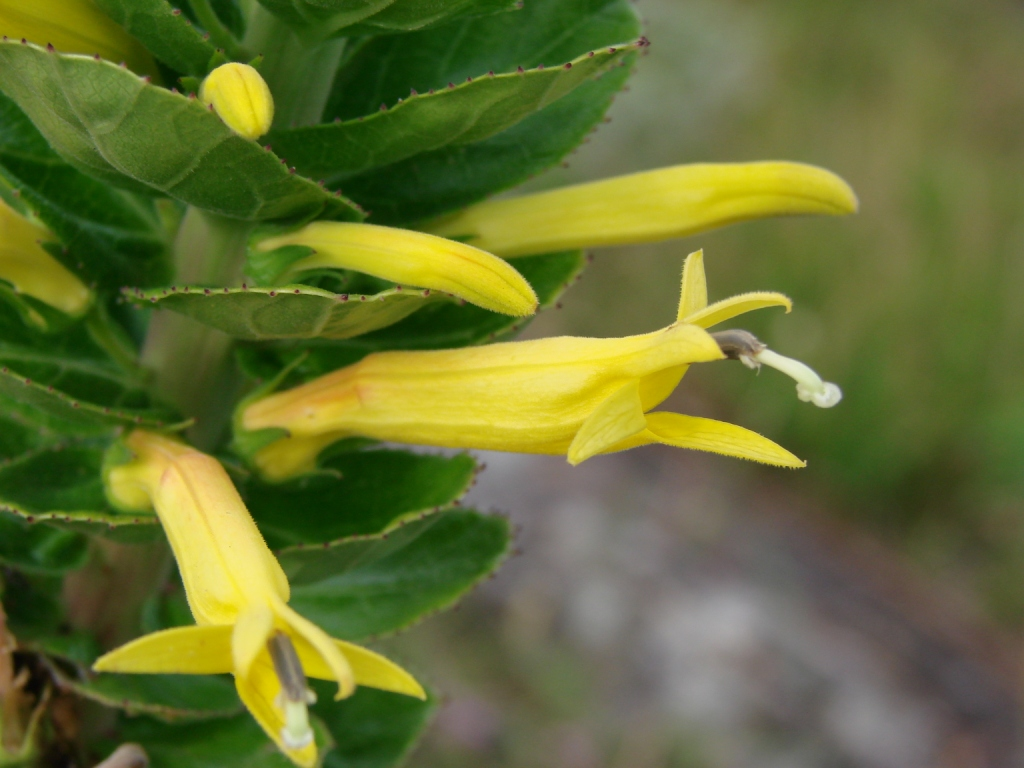
Siphocampylus imbricatus
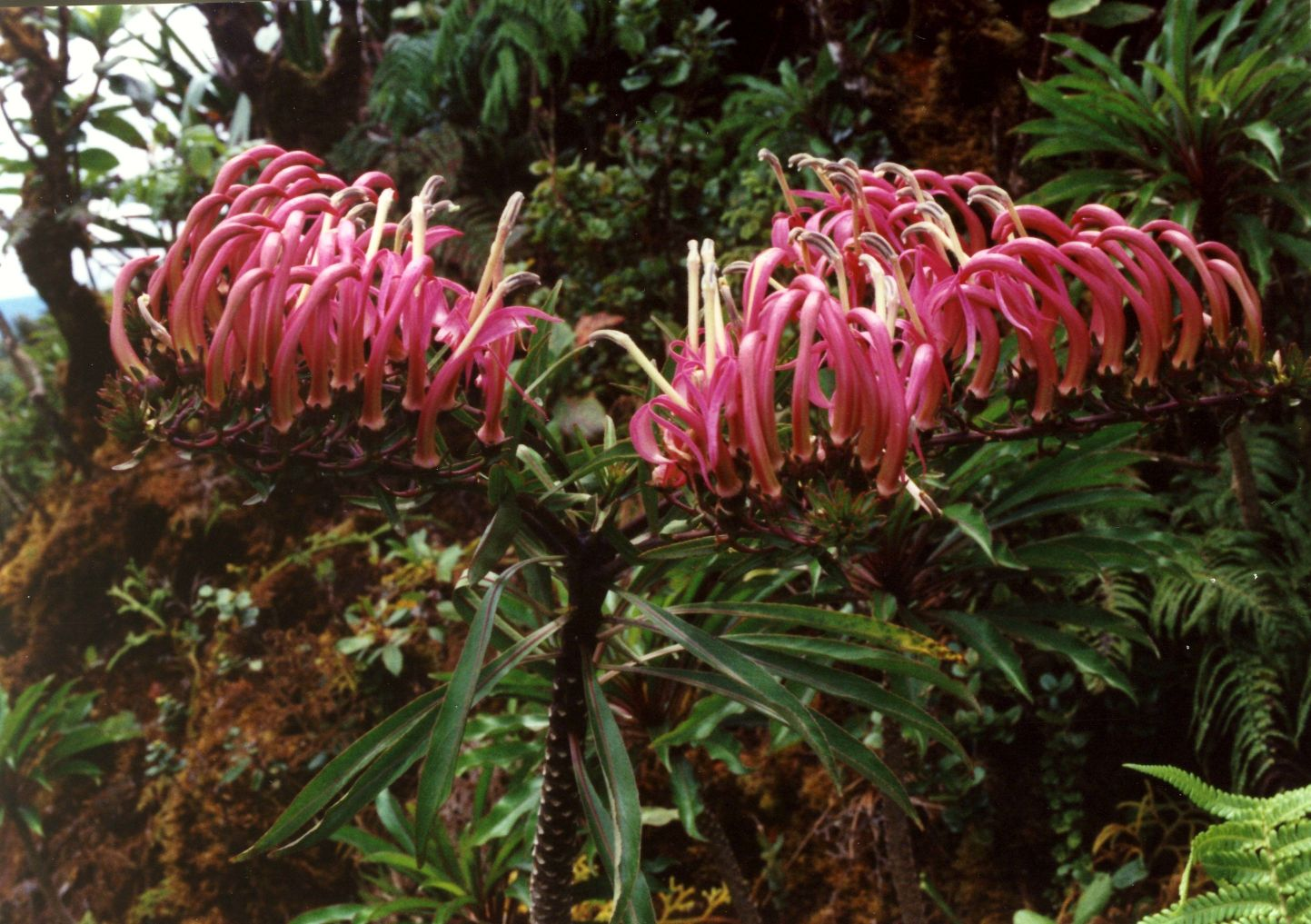
Trematolobelia macrostachys